# Saône-et-Loire
La Saône-et-Loire ([so.n‿e lwaʁ]) est un département français de la région Bourgogne-Franche-Comté dont la préfecture est Mâcon. L'Insee et La Poste lui attribuent le code 71. Avec près de 550 000 habitants en 2021, il s'agit du département le plus peuplé de la région.

## Histoire

### Préhistoire

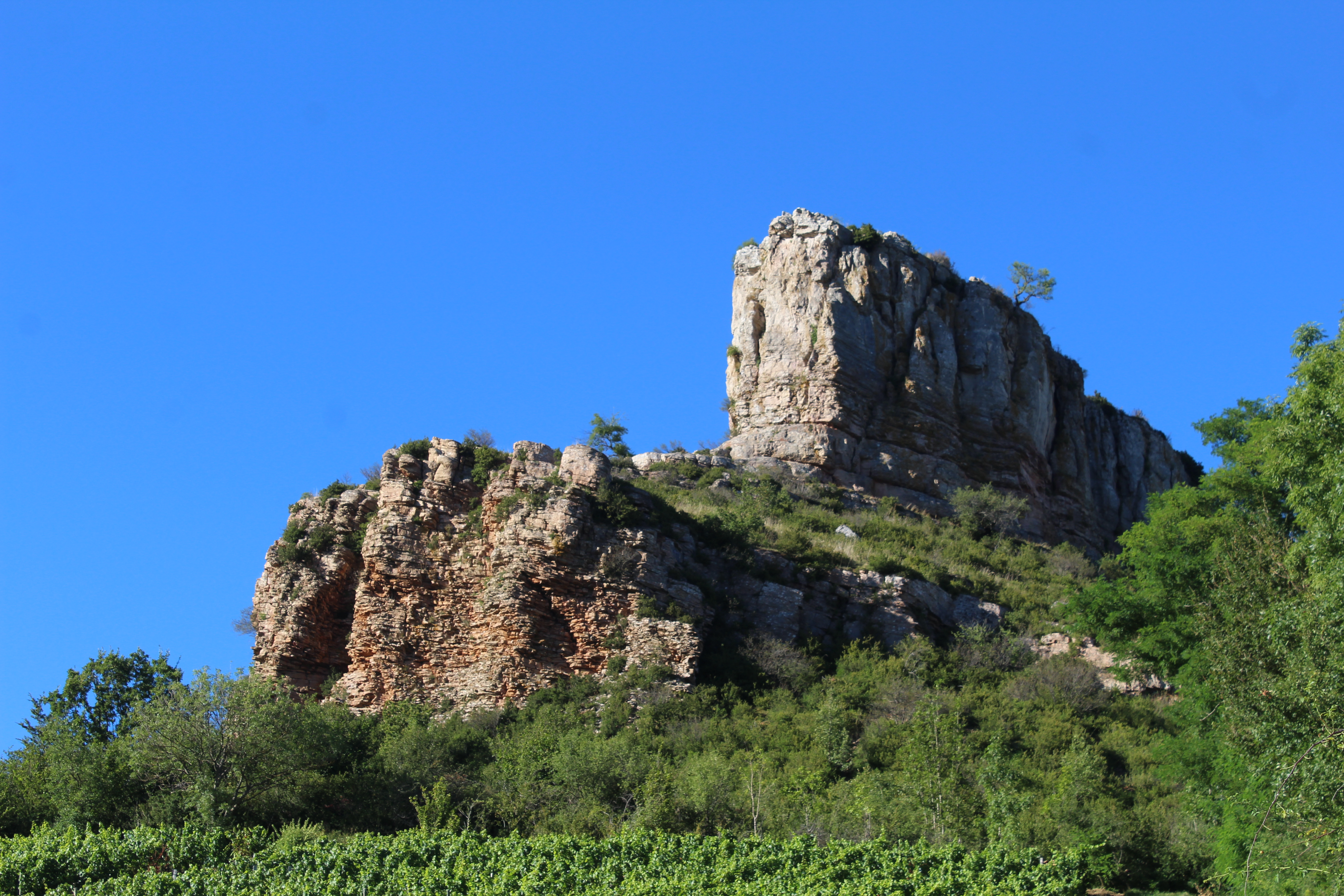
La roche de Solutré.

Déjà pendant la préhistoire, les vallées de la Saône et de la Loire coupant le département actuel servaient de voies de passage et d'échanges. La présence humaine y est ancienne, comme l'atteste la présence de restes d'hommes de Néandertal à Vergisson, les importants gisements de Solutré (à l'origine de la dénomination de la période éponyme, le Solutréen) ou, au Néolithique, de Chassey-le-Camp (qui a donné son nom au Chasséen).

### Période gallo-romaine
Les Éduens, un des grands peuples gaulois allié des Romains, avaient leur capitale au nord-ouest du département actuel, à Bibracte (Mont-Beuvray) avant que ce site fortifié ne soit abandonné au profit d'Autun (Augustodunum). Les Éduens se sont installés vers 500 av. J.-C. Leur présence dépasse le département de Saône-et-Loire et comprend une partie de la Côte d'Or, de la Nièvre, de l'Yonne et de l'Ain, soit environ 10 000 km2. Bibracte devient la capitale vers 150-120 av. J.-C. En 52 av. J.-C., les Éduens se joignent à la révolte gauloise.

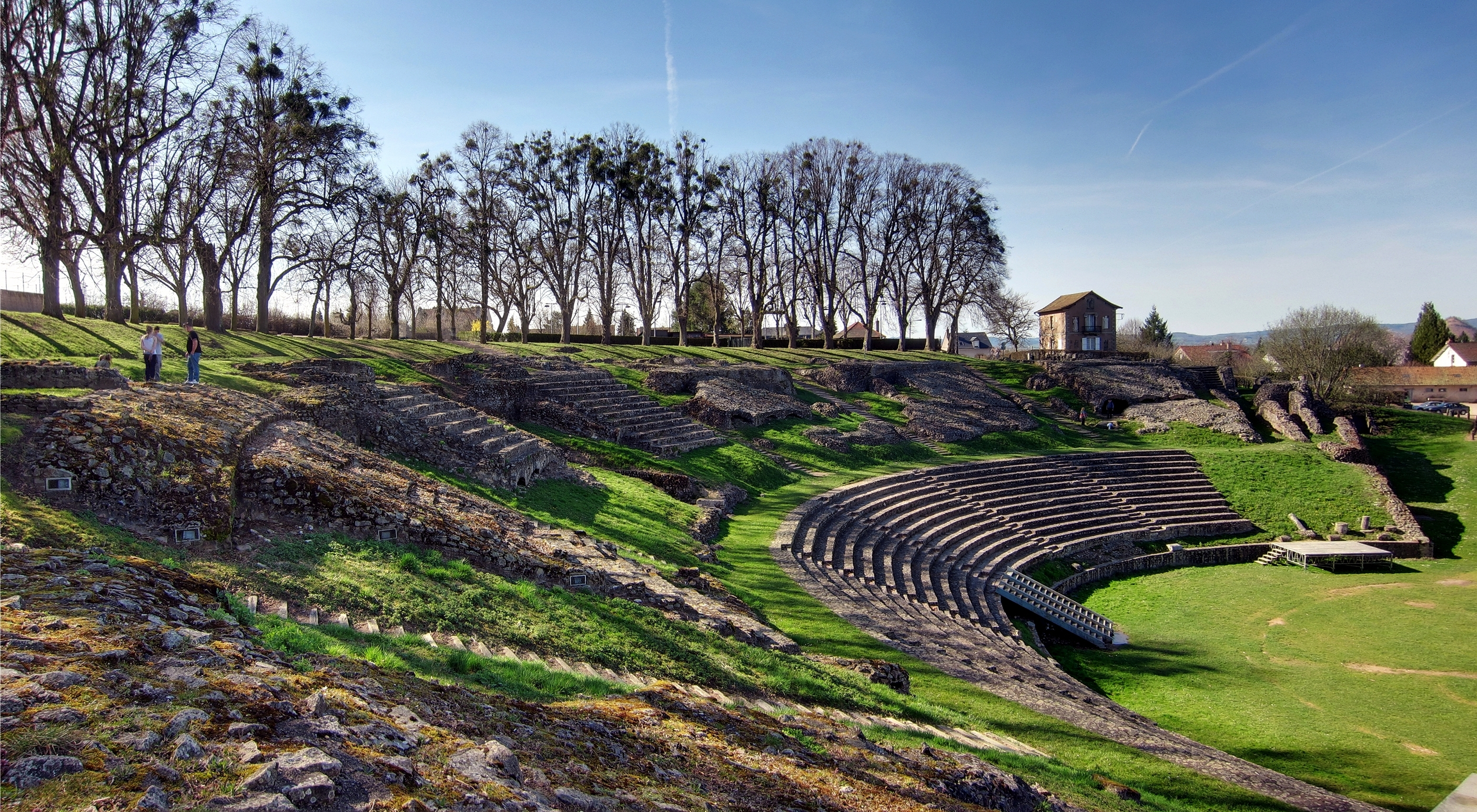
Le théâtre romain d'Autun.

La création d'Autun (Augustodunum : la colline d'Auguste) date d'environ 16 av. J.-C. Cette création a été voulue par l'empereur Auguste car Bibracte symbolisait la révolte gauloise. Dès l'origine, Autun fut entourée d'un rempart, long de 6 km, renforcé par 54 tours circulaires.
À la fin du IIIe siècle, Dioclétien a entrepris une réforme administrative. La Gaule est divisée en deux diocèses. Autun appartient, avec Lyon comme capitale, à la Lyonnaise I. C'est dans ce contexte qu'est créée la flotte de la Saône, commandée par un préfet, basé à Chalon.
C'est au IIIe siècle que les chrétiens sont présents en pays éduen. Les premiers martyrs sont Symphorien à Autun, Marcel à Chalon, Valérien à Tournus. Le plus ancien évêque d'Autun connu est Reticius, présent au concile de Rome en 313.

### Moyen Âge
Au Moyen Âge, le territoire jouait un rôle important en tant que carrefour entre le nord et le sud du royaume de France et à la frontière de l'Empire. De nombreux seigneurs religieux et laïcs se partageaient les terres et les droits comme l'abbaye de Cluny, siège de l'ordre religieux qui s'étendit dans l'Europe entière, l'évêque d'Autun et son chapitre, le comte de Chalon, le comte de Brancion jusqu'en 1259, le duc de Bourgogne dans le Charolais…

### Période révolutionnaire
Convoqués aux États généraux par Louis XVI le 24 janvier 1789, les députés représentant la future Saône-et-Loire sont au nombre de vingt. Chacun des bailliages d'Autun, de Charolles et de Mâcon est représenté par quatre députés dont un pour la noblesse, un pour le clergé, deux pour le tiers état, le bailliage de Chalon, plus peuplé élit huit représentants (deux pour la noblesse, deux pour le clergé, quatre pour le tiers état). Les députés sont :
- pour le bailliage d'Autun : l'évêque Talleyrand, le marquis Digoine du Palais, Repoux, avocat à Autun, Verchère de Reyffye, avocat à Marcigny ;
- pour le bailliage de Chalon : Genetet, curé d'Étrigny, Oudot, curé de Savigny-en-Revermont, le marquis de Sassenay, Burignot de Varennes, écuyer, Petiot, procureur du roi à Chalon, Paccard, avocat à Chalon, Sancy, avocat à Chalon, Bernigaud de Grange, écuyer, lieutenant général au bailliage ;
- pour le bailliage de Charolles : Porcheron, curé de Champvent, le marquis de la Coste, Geoffroy, avocat à Lyon, Fricaud, avocat à Charolles ;
- pour le bailliage de Mâcon : Ducret, curé de Tournus, le comte de Montrevel, De Lamétherie, avocat, Merle, maire de Mâcon.

Carte du département de Saône-et-Loire 1790.

Le département a été créé officiellement le 4 mars 1790 à partir d'une partie de la province de Bourgogne, à peu près dans les limites des anciens bailliages d'Autun, Chalon, Charolles et Mâcon. L'assemblée des électeurs réunie le 5 mai 1790 à Charolles a choisi d'installer le chef-lieu du département à Chalon plutôt qu'à Mâcon, mais les protestations de cette ville ont conduit l'Assemblée constituante à y installer le siège de l'administration, en février 1791.
Lors de sa création le département est partagé en sept districts, dont les chefs-lieux sont : Autun, Bourbon-Lancy, Chalon, Charolles, Louhans, Mâcon et Marcigny. Chacun de ces districts est divisé en cantons, et chaque canton en municipalités. Le district d'Autun comprend quatorze cantons et quatre-vingt-sept municipalités, celui de Bourbon-Lancy six cantons et vingt-huit municipalités, celui de Chalon dix-neuf cantons et cent-soixante-trois municipalités, celui de Charolles, quatorze cantons et quatre-vingt-sept municipalités, celui de Louhans douze cantons et soixante quinze municipalités, celui de Mâcon neuf cantons et centre six municipalités, celui de Marcigny neuf cantons et quarante-huit municipalités. Chaque district a son tribunal et chaque canton ses juges de paix.
Dans la première division du département, arrêtée par les députés de Saône-et-Loire à l'Assemblée nationale, le 6 février 1790, on comptait 86 cantons. Le nombre en fut cependant réduit à 48 par un arrête du 17 frimaire an X (8 décembre 1801), puis successivement reporté à 49 et à 50 (lois des 25 mars 1868 et 27 mars 1874).

### XIXesiècle
1805 : publication d'une première Statistique départementale de Saône-et-Loire.
Le département est occupé à deux reprises par les troupes autrichiennes : de janvier à mars 1814 puis de juin 1815 à novembre 1818.
Au milieu du XIXe siècle, Alphonse de Lamartine est le plus célèbre des habitants de Saône-et-Loire : poète, chef du gouvernement provisoire en février 1848, ce républicain a également occupé à neuf reprises le fauteuil de président du Conseil général avant d'abandonner la politique au moment de l'avènement du Second Empire, dont l'instauration par le coup d'état du 2 décembre 1851 donnera lieu à un certain nombre d'incidents.
Au cours de ce siècle le département connait un fort développement industriel avec l'exploitation de plusieurs gisements charbonniers (le bassin houiller de Blanzy – Montceau-les-Mines – Le Creusot étant le plus important, il existe également le bassin houiller d'Épinac, moins important et le bassin houiller de La Chapelle-sous-Dun qui est le plus modeste). Cumulé avec l'exploitation de minerai de fer, également présent dans le département, ils permettent le développement de l'industrie sidérurgique et mécanique au Creusot avec la compagnie Schneider et Cie. L'exploitation du gisement de schiste bitumineux d'Autun démarre également pour produire un équivalent du pétrole.

La révolution industrielle.
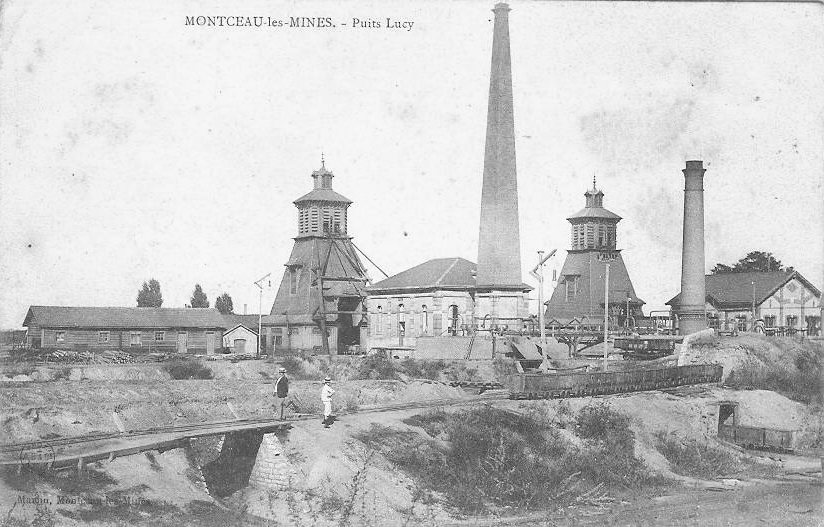
Les puits Lucy (Montceau-les-Mines, charbon).
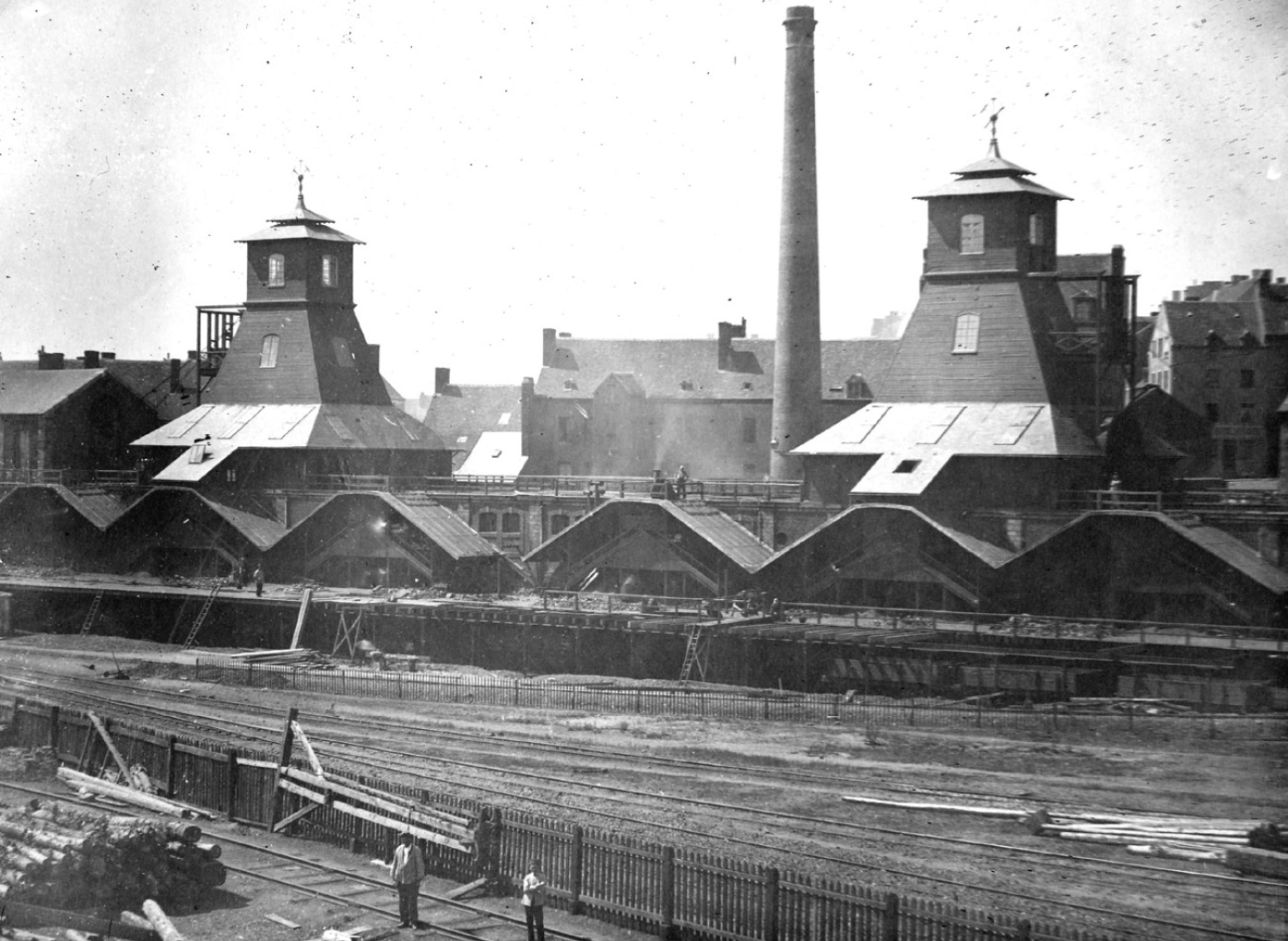
Les puits Saint-Pierre et Saint-Paul (Le Creusot, charbon).
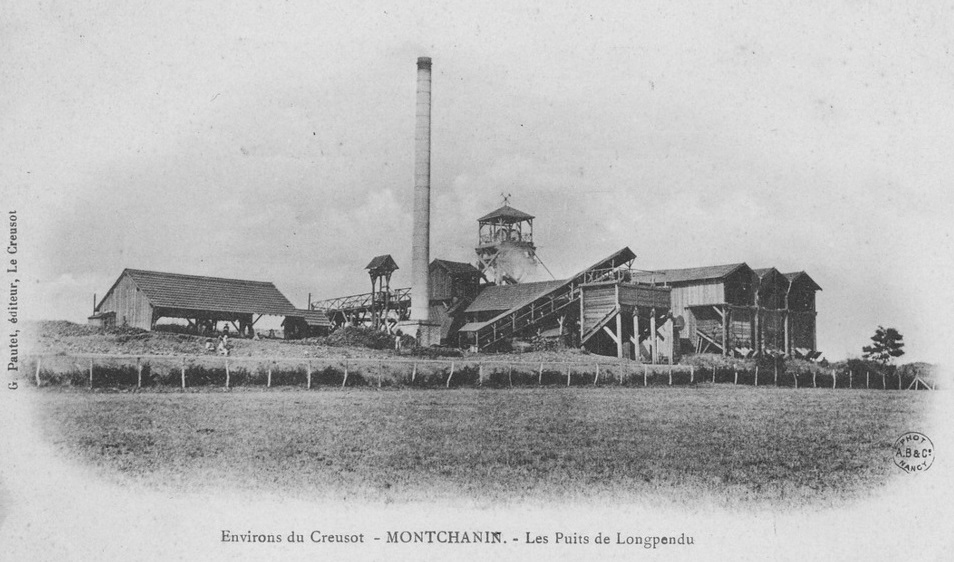
Le puits de Longpendu (Montchanin, charbon).
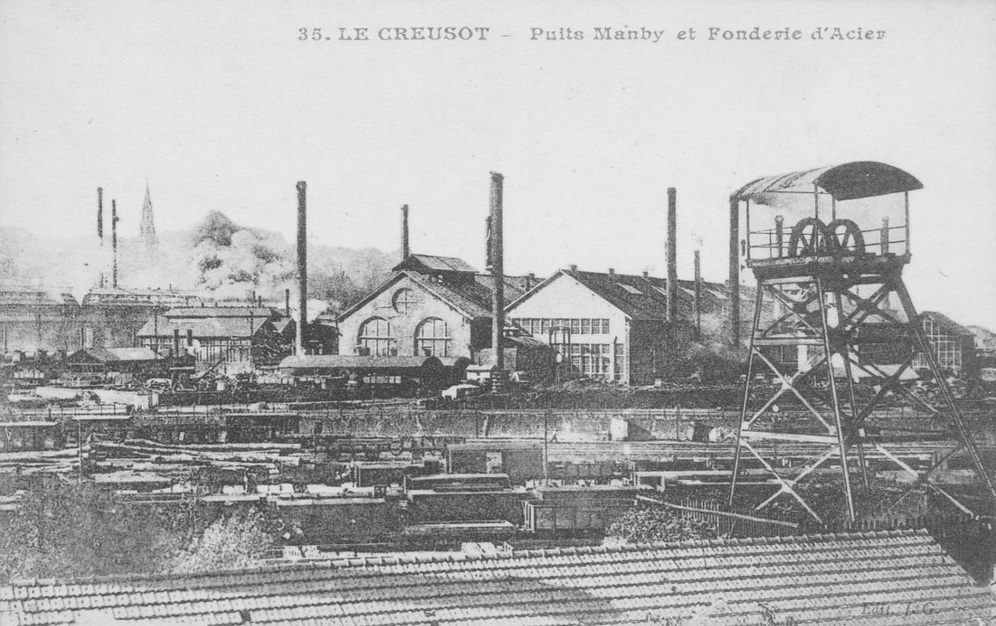
Les usines Schneider au Creusot (sidérurgie et construction méncanique).
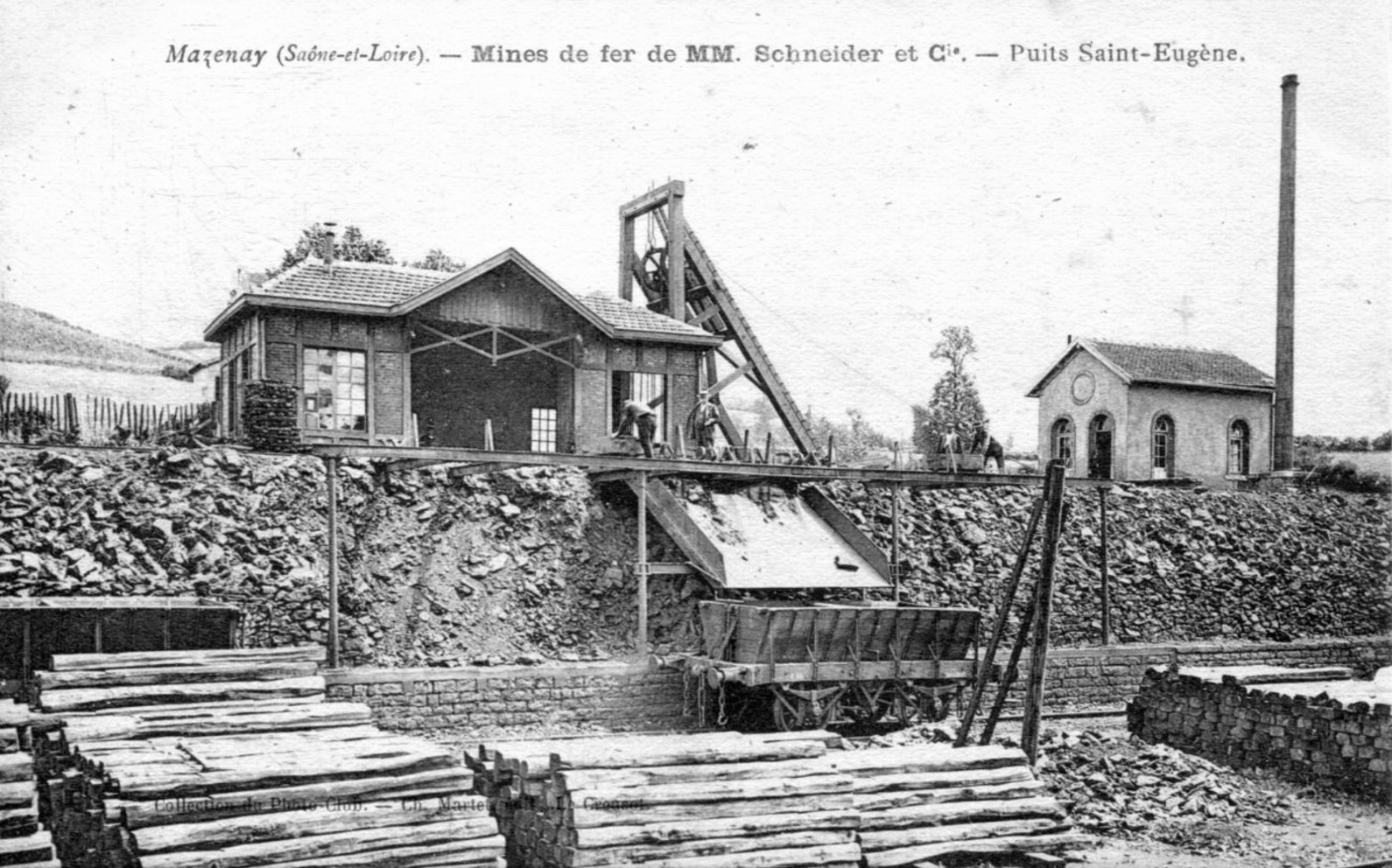
Le puits Saint-Eugène (Saint-Sernin-du-Plain, minerai de fer).
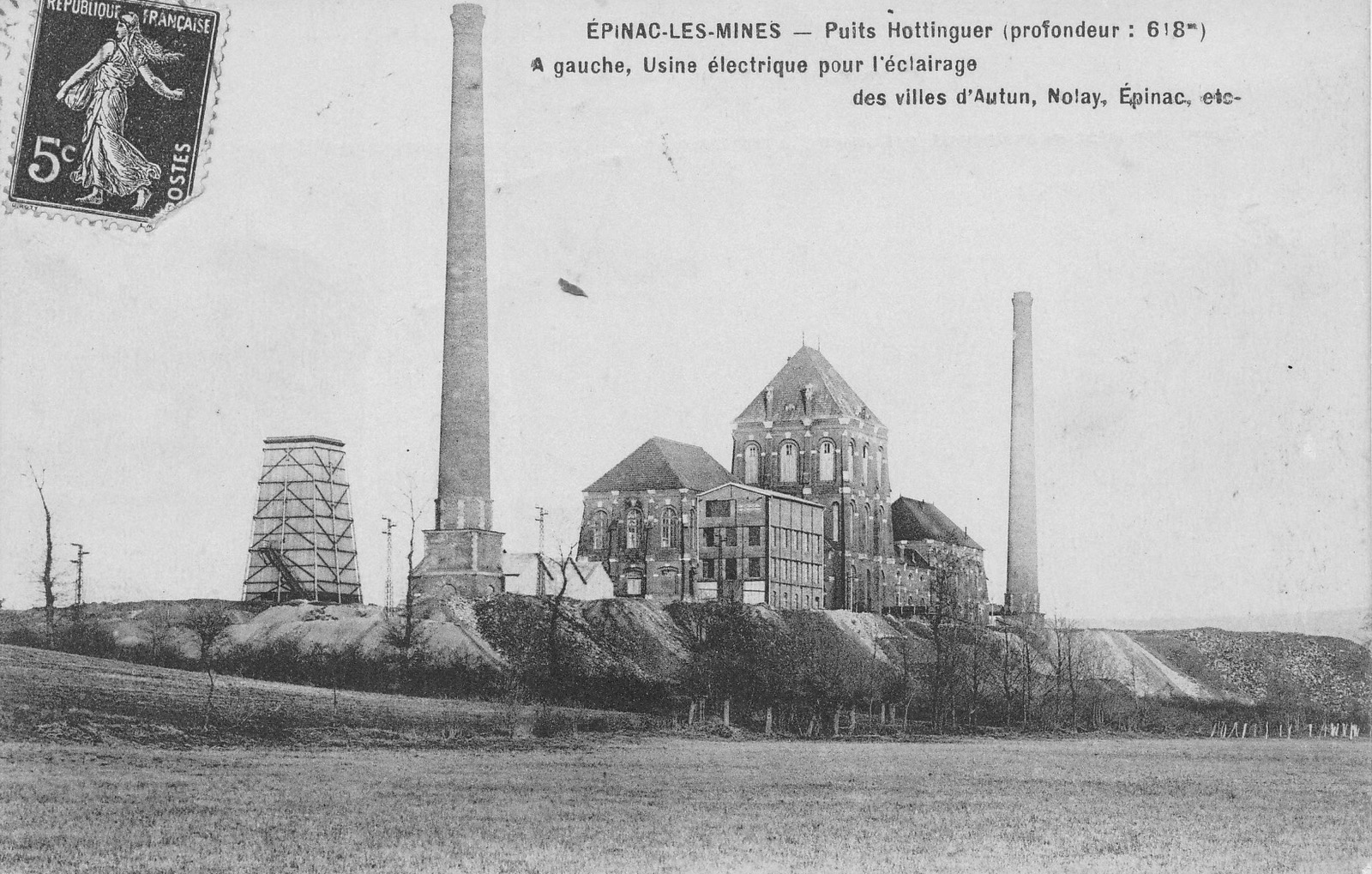
Le puits Hottinguer (Épinac, charbon).
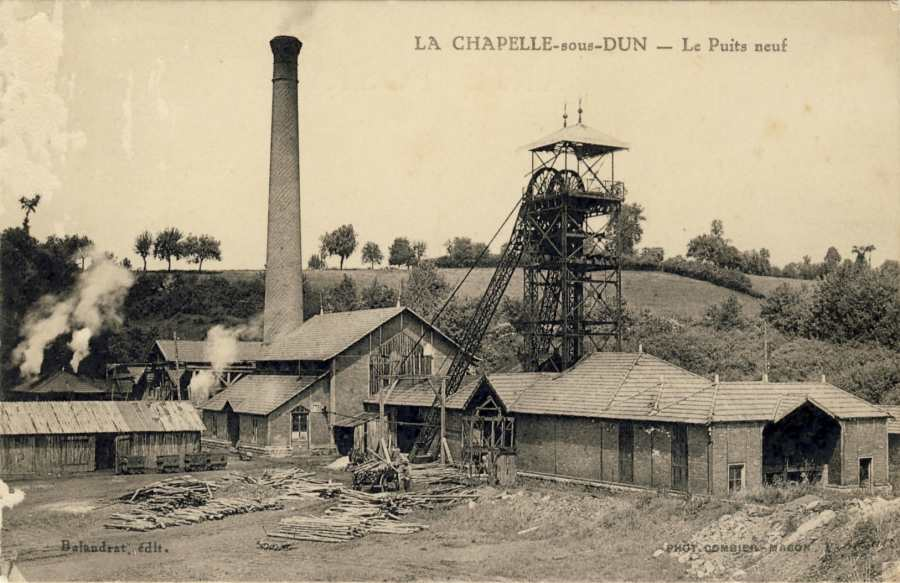
Le puits Neuf (La Chapelle-sous-Dun, charbon).
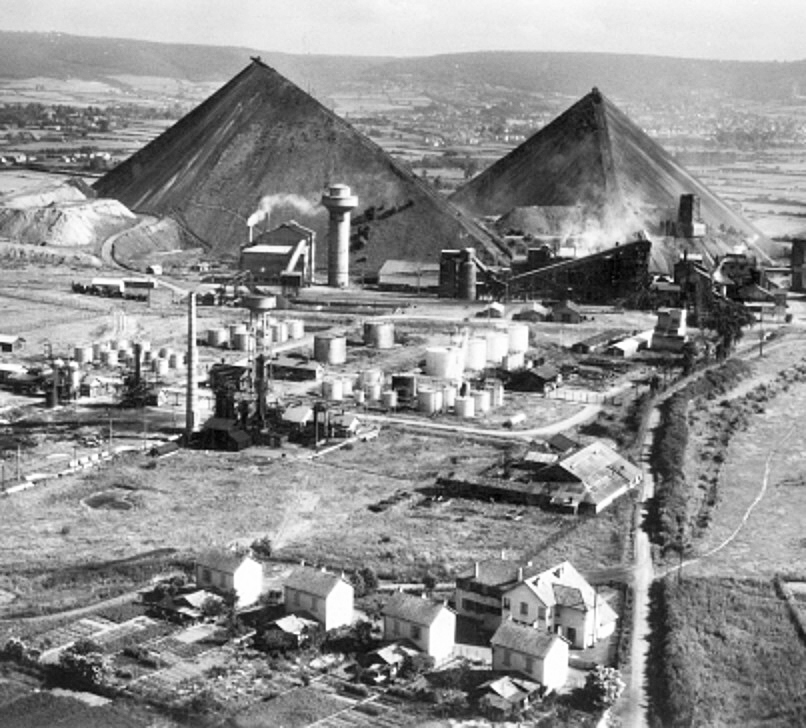
La mine des Télots (Saint-Forgeot, Autun, schiste bitumineux).

### XXesiècle
Entre 1940 et novembre 1942 la partie nord-est du département fit partie de la zone occupée par les Allemands ; ceux-ci franchissent alors la ligne de démarcation et envahissent la zone sud (opération Anton). Terre de résistance vigoureuse (maquis du Clunisois, du Charollais, maquis bressans...), la Saône-et-Loire est libérée à l'été 1944.

### XXIesiècle
Au 1er janvier 2016 la région Bourgogne, à laquelle appartenait le département, fusionne avec la région Franche-Comté pour devenir la nouvelle région administrative Bourgogne-Franche-Comté.

## Géographie

Carte détaillée du département de Saône-et-Loire.

Le département de Saône-et-Loire est limitrophe des départements de la Côte-d'Or, du Jura, de l'Ain, du Rhône, de la Loire, de l'Allier et de la Nièvre.
La limite avec le département de l'Allier est le plus souvent formée par la Loire. Toutefois, six communes du canton de Marcigny sont situées sur la rive gauche de la Loire.
Les régions naturelles de la Saône-et-Loire sont :
- l'Autunois adossé au massif du Morvan, au nord-ouest
  - Autunois
  - Morvan
  - Auxois (région)
- le Charolais, qui descend sur la Loire, au sud-ouest
  - Charolais
  - Brionnais
  - Bourbonnais
- le bassin minier, dit bassin du Creusot-Montceau-Blanzy entre les deux précédents (rattaché au niveau agricole aux sous-ensembles de l'Autunois et du Charolais)
- le Chalonnais, au nord
  - Côte chalonnaise
  - Chalonnais
- le Mâconnais au sud
  - Mâconnais
  - Haut-Mâconnais
  - Clunisois
  - Tournugeois
- la Bresse bourguignonne (appartenant à la Bresse), à l'est de la Saône
  - Bresse chalonnaise
  - Bresse louhannaise
- le Revermont, à l'extrême est du département, appartenant au massif du Jura

L'atlas des paysages de Saône-et-Loire, élaboré en 2019 par la direction départementale des territoires de Saône-et-Loire, distingue 13 unités paysagères. Cet atlas indique que le département est au carrefour de 3 influences, à la fois climatiques et culturelles :
- - Côté nord-ouest, le vent apporte des pluies océaniques, atténuées cependant par les premiers reliefs du Morvan et du Massif central sur les pentes desquelles elles s’essorent par l’effet de foehn ;
- Côté nord-est, l’influence du climat continental apporte les grands froids d’hiver, quelques coups de chaleur et des fins de journée orageuses en été ;
- Côté sud, le fossé rhodanien apporte des influences méditerranéennes[11].

La Saône-et-Loire est traversée du nord au sud, sur un total de vingt-neuf communes, par la ligne de partage des eaux entre les bassins de la Loire et du Rhône. C'est dans le département que cette ligne présente les plus basses altitudes en France, ce qui lui vaut d'être un carrefour important.

Paysages de Saône-et-Loire :
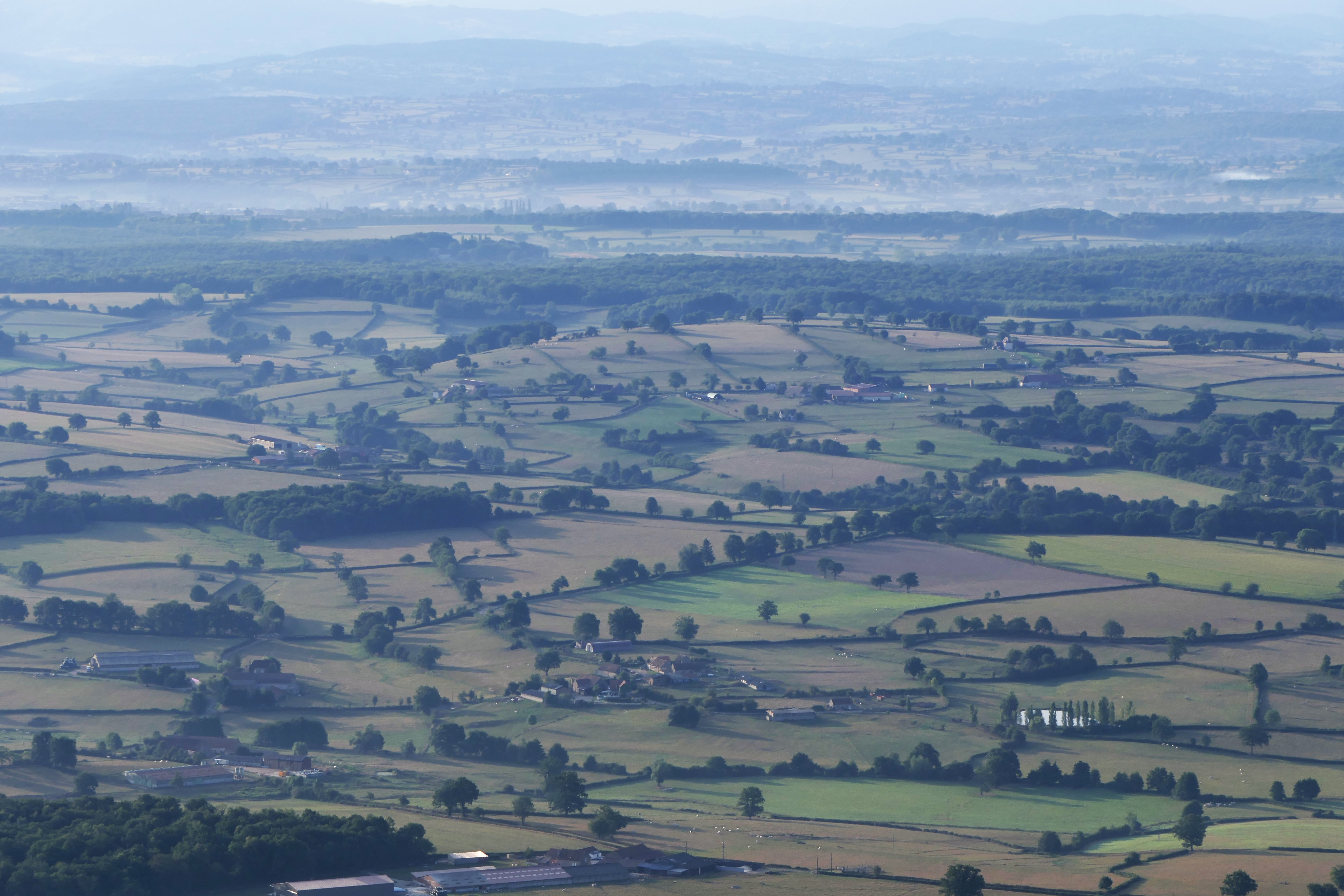
Paysage de bocage dans le Charolais-Brionnais, dans le sud-ouest.
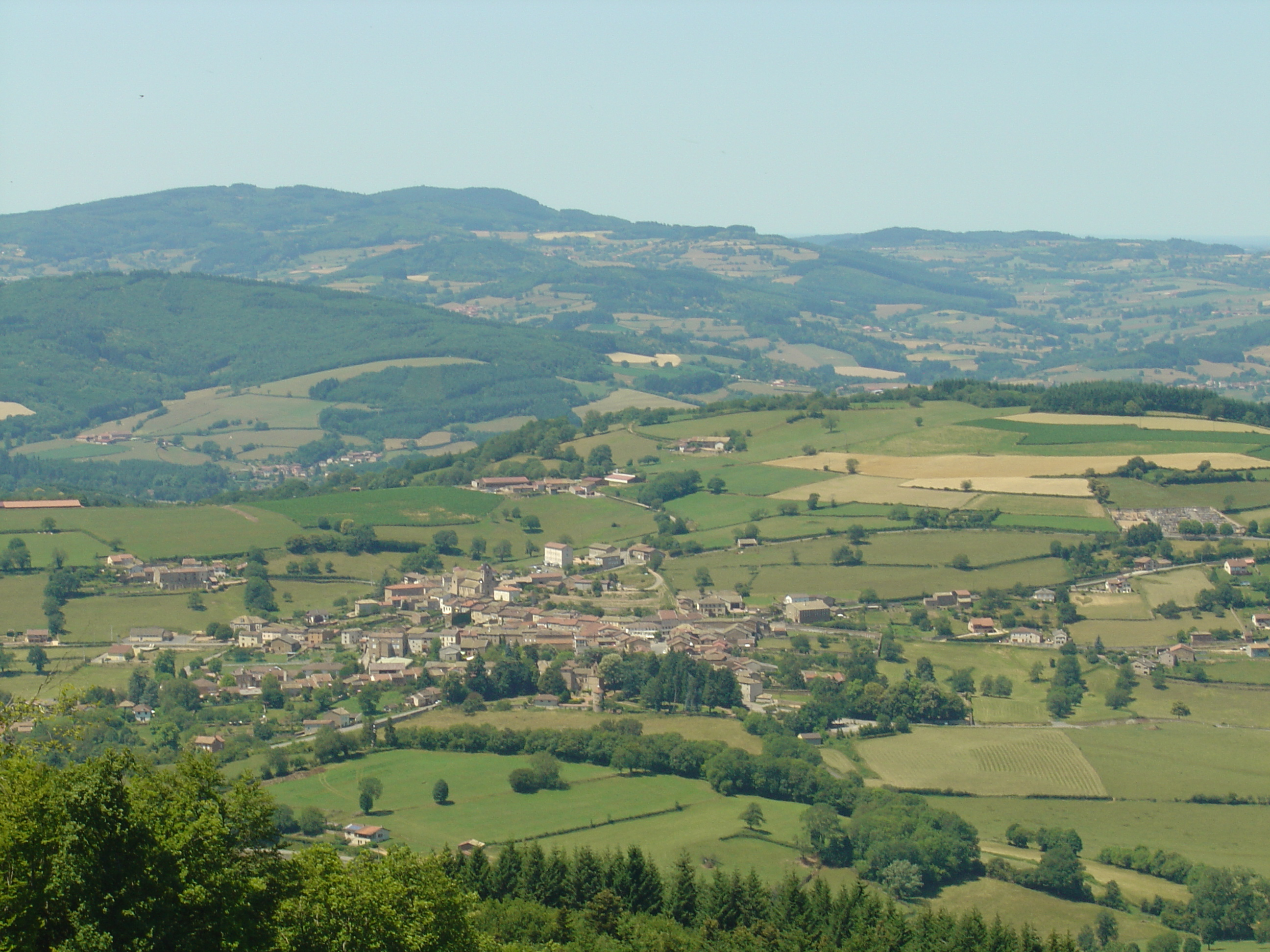
Village de Tramayes vu depuis le signal de la Mère Boitier (758 m), au sud.
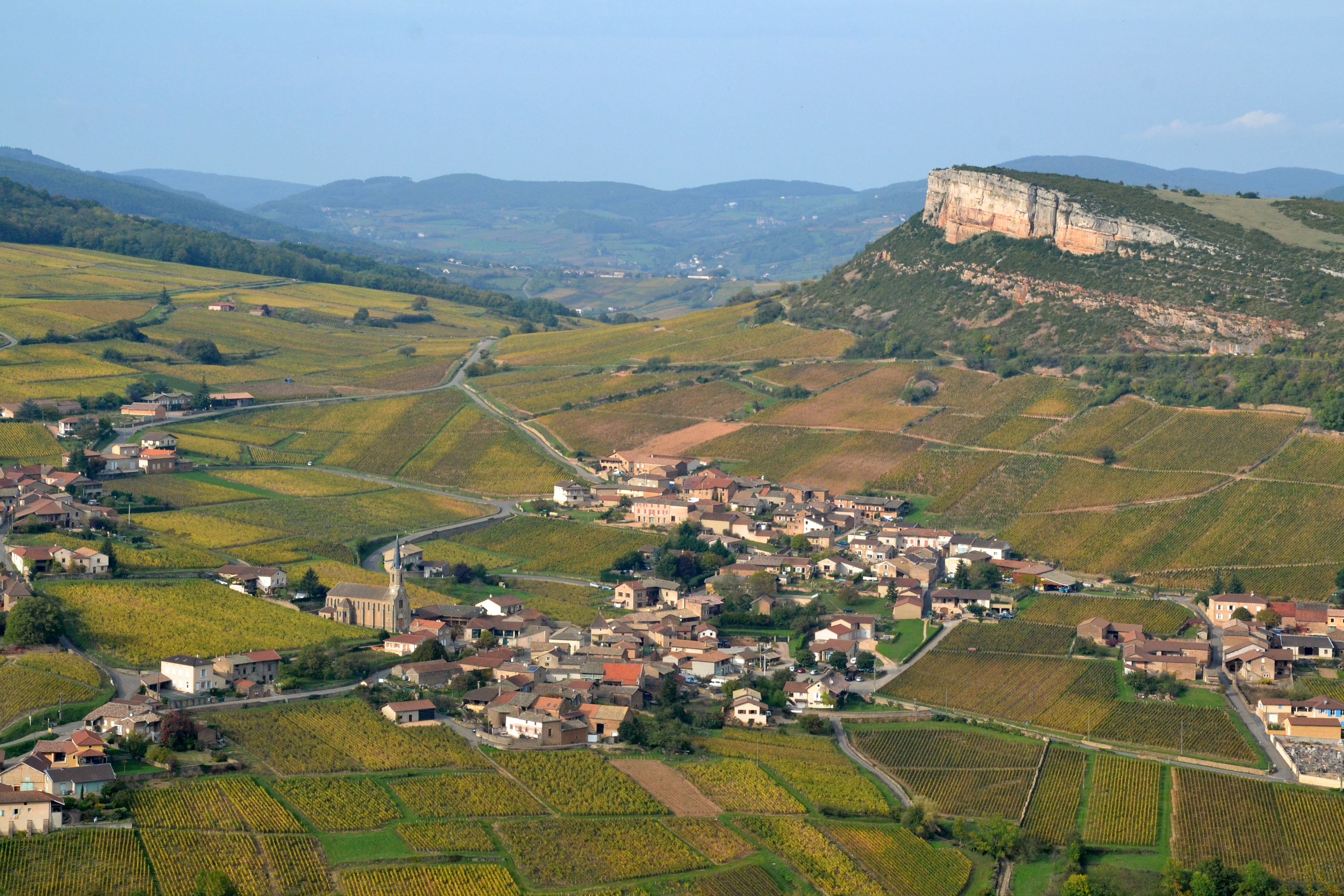
Paysage des vignobles mâconnais avec la roche de Vergisson depuis Solutré, au sud.
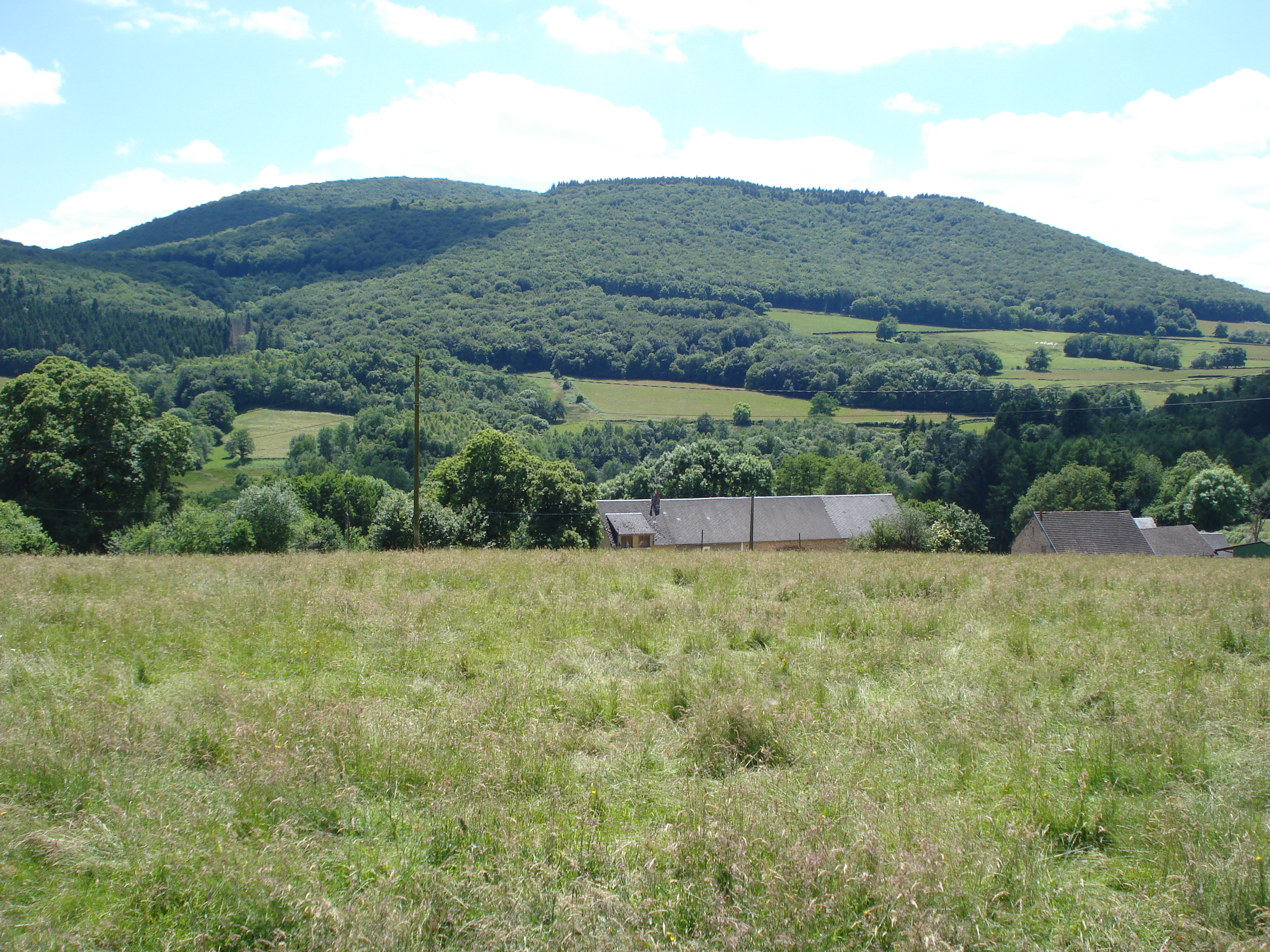
Le mont Beuvray (821 m), au nord-ouest.

### Hydrographie

#### La Saône et ses affluents

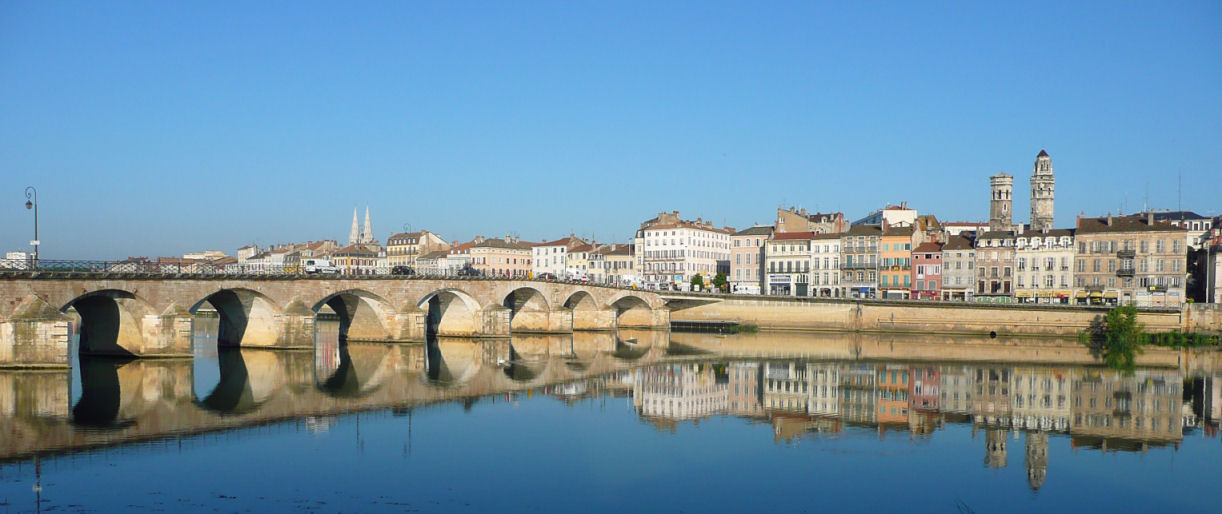
La Saône à Mâcon marque la limite avec le département de l'Ain.

La Saône arrose 46 communes lors de sa traversée en Saône-et-Loire. Elle entre au nord du département, à Verdun-sur-le-Doubs et en sort au sud de La Chapelle-de-Guinchay (plus précisément à Saint-Romain-des-Îles), en passant entre autres par Chalon-sur-Saône, Tournus, Mâcon et Crèches-sur-Saône. Dans le département de Saône-et-Loire, elle reçoit plusieurs affluents.
Sur la rive droite, elle reçoit tout d'abord la Dheune, qui se jette dans la Saône non loin du confluent avec le Doubs ; elle alimente par ailleurs le canal du Centre. Elle reçoit également la Grosne, qui passe par Cluny.
Sur la rive gauche, son affluent principal est le Doubs, qui traverse le département sur 35 kilomètres, et se jette dans la Saône à Verdun-sur-le-Doubs. Plus au sud, elle reçoit la Seille qui arrose Louhans et se jette dans la Saône en formant deux bras quelques kilomètres en aval de Tournus.

#### La Loire et ses affluents

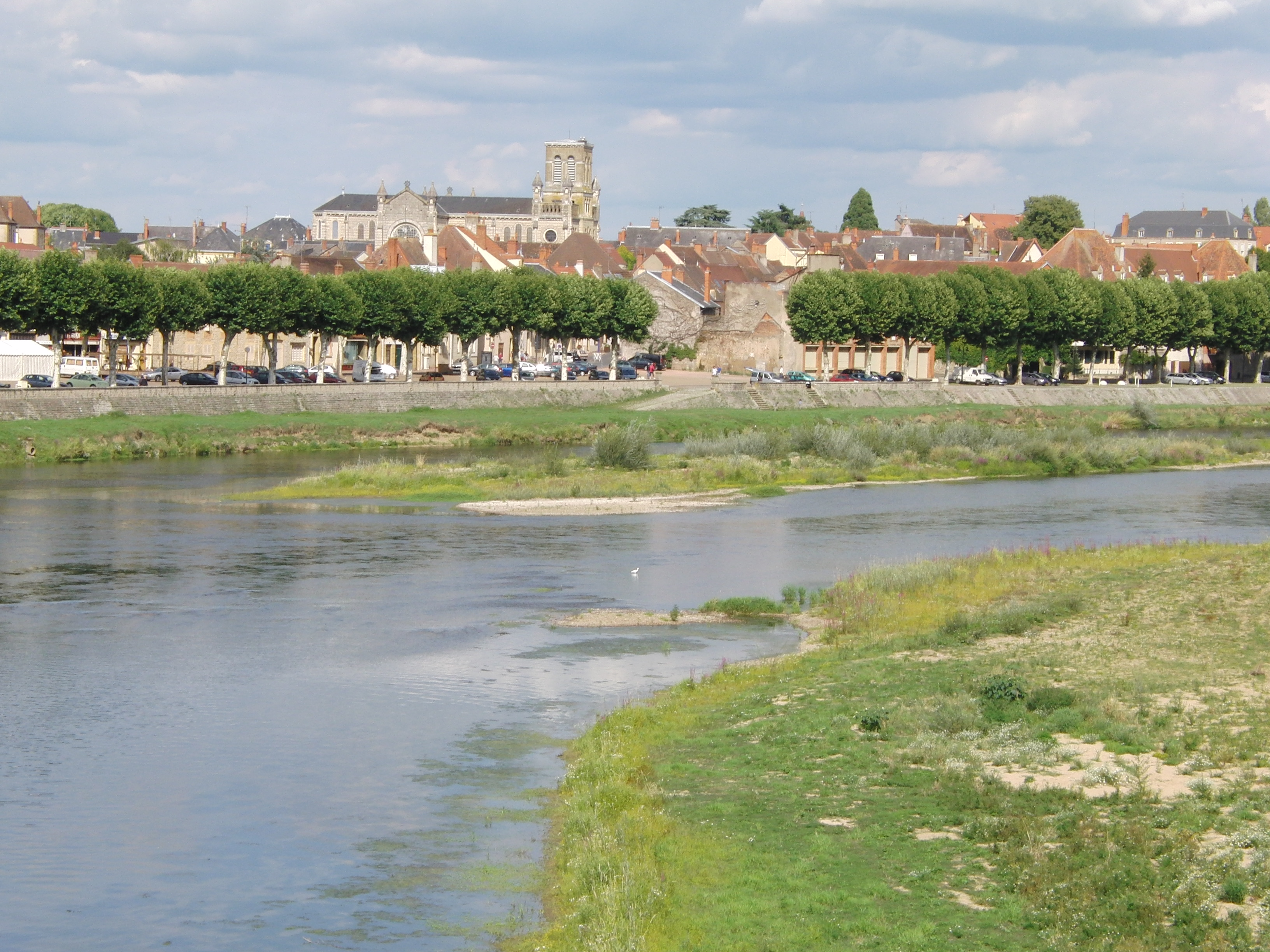
La Loire à Digoin marque la limite avec le département de l'Allier.

La Loire entre au sud-ouest du département, le traverse sur 20 kilomètres puis le limite sur 80. Elle reçoit, en provenance du département, des affluents sur sa rive droite. Tout d'abord, le Sornin, qui arrose La Clayette ainsi que Châteauneuf. Ensuite, l'Arconce qui arrose Charolles et Anzy-le-Duc. Enfin, l'Arroux, qui arrose Toulon-sur-Arroux, Autun, ainsi que Gueugnon, et se jette dans la Loire vers Digoin. L'Arroux reçoit lui-même comme affluent la Bourbince, qui arrose Paray-le-Monial.

#### Étangs
En Saône-et-Loire, les étangs se répartissent en trois groupes : les étangs de la Bresse, les étangs de l'Autunois et les étangs du Charolais. Par ailleurs, quatre étangs privés aux confins du Bassin minier et du Charolais sont classés en site Natura 2000, afin de protéger la Cistude d'Europe, tortue rare surnommée « éboueur des étangs ».

#### Canaux

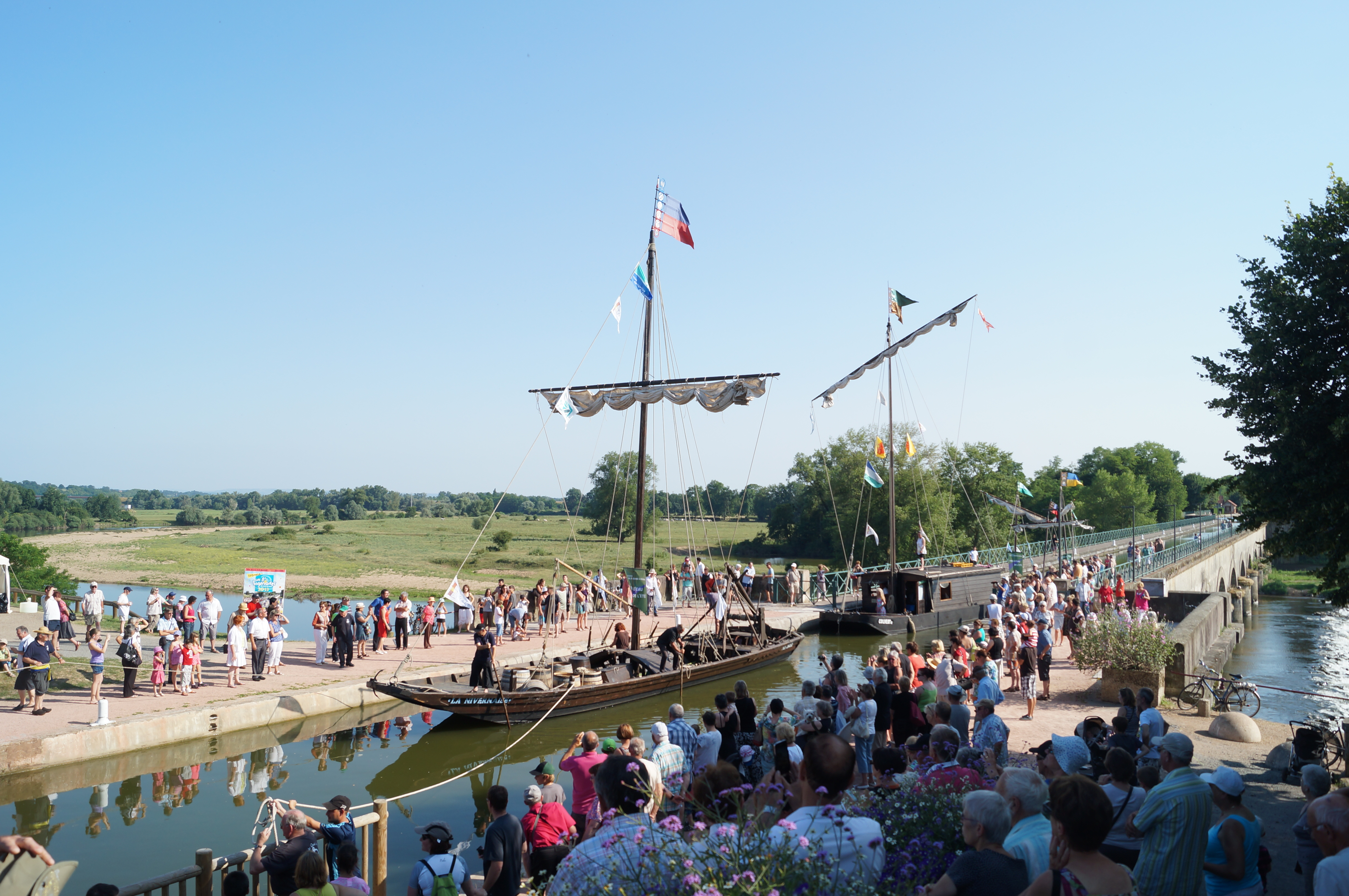
Traversée du pont-canal de Digoin qui permet de franchir la Loire.

- Le canal du Centre relie les vallées de la Loire et de la Saône, de Chalon-sur-Saône à Digoin. Sa longueur est de 112 kilomètres et comprend 61 écluses. Il fut ouvert en 1791.
- La rigole de l'Arroux : ce canal étroit, de 14 kilomètres de long, relie Gueugnon au canal du Centre, non loin de Digoin.
- Le canal de Roanne à Digoin : ce canal ouvert en 1838, long de 55,6 kilomètres, comporte dix écluses et relie Roanne à Digoin et se raccorde au canal du Centre[13].

## Climat
La Saône-et-Loire a un climat tempéré à légère tendance continentale.
Ci-après, les valeurs climatiques pour la ville de Mâcon (216 m) :
| Mois                                  | jan.             | fév.             | mars             | avril           | mai             | juin            | jui.            | août            | sep.            | oct.            | nov.            | déc.             | année            |
| ------------------------------------- | ---------------- | ---------------- | ---------------- | --------------- | --------------- | --------------- | --------------- | --------------- | --------------- | --------------- | --------------- | ---------------- | ---------------- |
| Température minimale moyenne (°C)     | 0                | 0,6              | 3,4              | 5,9             | 10,1            | 13,4            | 15,5            | 14,9            | 11,5            | 8,3             | 3,6             | 1                | 7,4              |
| Température moyenne (°C)              | 2,8              | 4,1              | 7,9              | 10,8            | 15,1            | 18,7            | 21,1            | 20,6            | 16,7            | 12,4            | 6,8             | 3,6              | 11,8             |
| Température maximale moyenne (°C)     | 5,5              | 7,6              | 12,3             | 15,7            | 20,1            | 23,9            | 26,6            | 26,2            | 21,9            | 16,5            | 9,9             | 6,1              | 16,1             |
| Record de froid (°C) date du record   | −21,2 24-01-1963 | −21,4 15-02-1956 | −10,2 01-03-2005 | −4,1 08-04-2003 | −1,8 04-05-1967 | 3,7 04-06-1953  | 5,9 08-07-1954  | 5,8 30-08-1986  | 1 29-09-1950    | −4,8 31-10-1997 | −8,7 27-11-1989 | −16,2 30-12-2005 | −21,4 15-02-1956 |
| Record de chaleur (°C) date du record | 17,8 10-01-2015  | 21 24-02-2021    | 24,5 21-03-1990  | 29,8 18-04-1949 | 32,8 25-05-2009 | 37,2 22-06-2003 | 39,2 04-07-2015 | 39,8 13-08-2003 | 35,2 05-09-1949 | 28,4 04-10-1985 | 23,1 07-11-1955 | 19,3 16-12-1989  | 39,8 13-08-2003  |
| Ensoleillement (h)                    | 61,9             | 91,5             | 154,9            | 182             | 212,9           | 245,3           | 267,7           | 242,4           | 185,6           | 116,9           | 70,3            | 50,5             | 1 881,9          |
| Précipitations (mm)                   | 59               | 52,5             | 48,7             | 74,6            | 88,1            | 75,5            | 70,9            | 71,7            | 79,5            | 85,5            | 83,8            | 69,5             | 859,3            |

La station Météo-France pour Mâcon se situe sur l'aérodrome de Mâcon - Charnay ouverte le 1er février 1943,.

## Transports
La Saône-et-Loire est située sur la grande voie de circulation qui, venant de l'Europe du Sud par la vallée du Rhône puis de la Saône, se sépare en plusieurs branches au nord du département pour se diriger respectivement vers le Bassin parisien, vers le sillon mosellan et vers la trouée de Belfort et le sud de l'Allemagne. Les principales infrastructures actuelles de cette voie de circulation sont l'autoroute A6 pour le transport routier, la LGV Sud-Est (avec deux gares TGV : Le Creusot-Montceau-TGV et Mâcon-Loché-TGV) et la ligne historique « PLM » pour le transport ferroviaire, et la Saône canalisée à grand gabarit pour le transport fluvial.
Ce grand axe de circulation croise dans le département un axe secondaire d'orientation est-ouest, qui relie la façade atlantique française aux Alpes et à l'Europe Centrale : ses principaux composants sont la Route Centre Europe Atlantique (RCEA), la ligne de Nevers à Chagny et le canal du Centre qui relie à gabarit réduit les bassins de la Loire et du Rhône.

## Économie

### Histoire économique
Avant même d’exister comme département la Saône-et-Loire a bénéficié d’une intense activité économique par sa situation dans le royaume de France, elle est un point de passage entre le nord et le sud et profite de la présence de ressources naturelles. Vignes et élevage ont une importance ancienne. Mais c’est au XIXe siècle que le département a bénéficié d’un développement industriel. Au Creusot une fabrique de cristaux existe en 1786 et la forge anglaise du même Creusot a été construite en 1827. Les houillères de Saône et Loire forment deux vastes bassins, celui d'Autun et celui de Blanzy. Des carrières de pierres à bâtir existent à Tournus, Givry, Chagny, Charrecey, Palinges, Saint-Berain-sur-Dheune et Saint-Vallier. Un grand nombre de tuileries de briqueteries, de faïenceries et de poteries existent en de nombreuses communes du département. Des verreries sont implantées à Épinac, à de Saint-Berain-sur-Dheune. Ces multiples activités sont facilitées par l’existence d’un réseau de voies navigables (fleuves et canaux) et par le développement du chemin de fer.
Les 30 années qui ont suivi la Seconde Guerre mondiale, les Trente Glorieuses, ont été marquées par des évolutions que l’on retrouve dans d’autres régions tels que le développement des villes, l’exode rural, et par des changements plus spécifiques. Un nombre important de nouvelles entreprises ont permis une diversification de l’activité : engins de manutention (grues) à La Clayette, fabrication de tracteurs (Bourbon-Lancy), et dans le même temps une diminution de l’importance de certaines activités antérieures, ainsi la SFAC (Creusot-Loire) au Creusot passe de 12 000 salariés en 1946 à 9 000 en 1962 puis à 5 000 en 1975. Le département se caractérise aussi par une évolution géographiquement contrastée : la Bresse, le Morvan ne bénéficie pas de croissance contrairement à Chalon-sur-Saône, Mâcon… La période est également marquée par le développement du réseau routier et par une bonne desserte ferroviaire.

### L'économie en 2014
Le nombre total d’établissements actifs en Saône-et-Loire est, au 31 décembre 2014, de 50 247, employant au total 169 614 salariés.

#### Secteur primaire
L'agriculture du département est riche et variée et conserve une ancienne tradition d'élevage, avec les volailles de Bresse, particulièrement autour de Louhans et sa variété de poule de Bresse dite La Noire, ou de Louhans, qui se retrouve sur les étals du grand marché de la ville. Dans le Charolais, l'élevage dominant est celui de la race bovine de la Charolaise.
L'axe de la Saône présente une forte présence viticole. Deux grands terroirs se trouvent dans le département :
- Le vignoble de Bourgogne, qui comprend deux vignobles en Saône-et-Loire, ceux de la côte chalonnaise et ceux du Mâconnais ;
- Le vignoble du Beaujolais.

Le secteur de l’agriculture comprend, au 31 décembre 2014, 6 645 établissements dont 5 312 n’emploient aucun salarié. Les autres en emploient au total 3 254.

#### Secteur secondaire

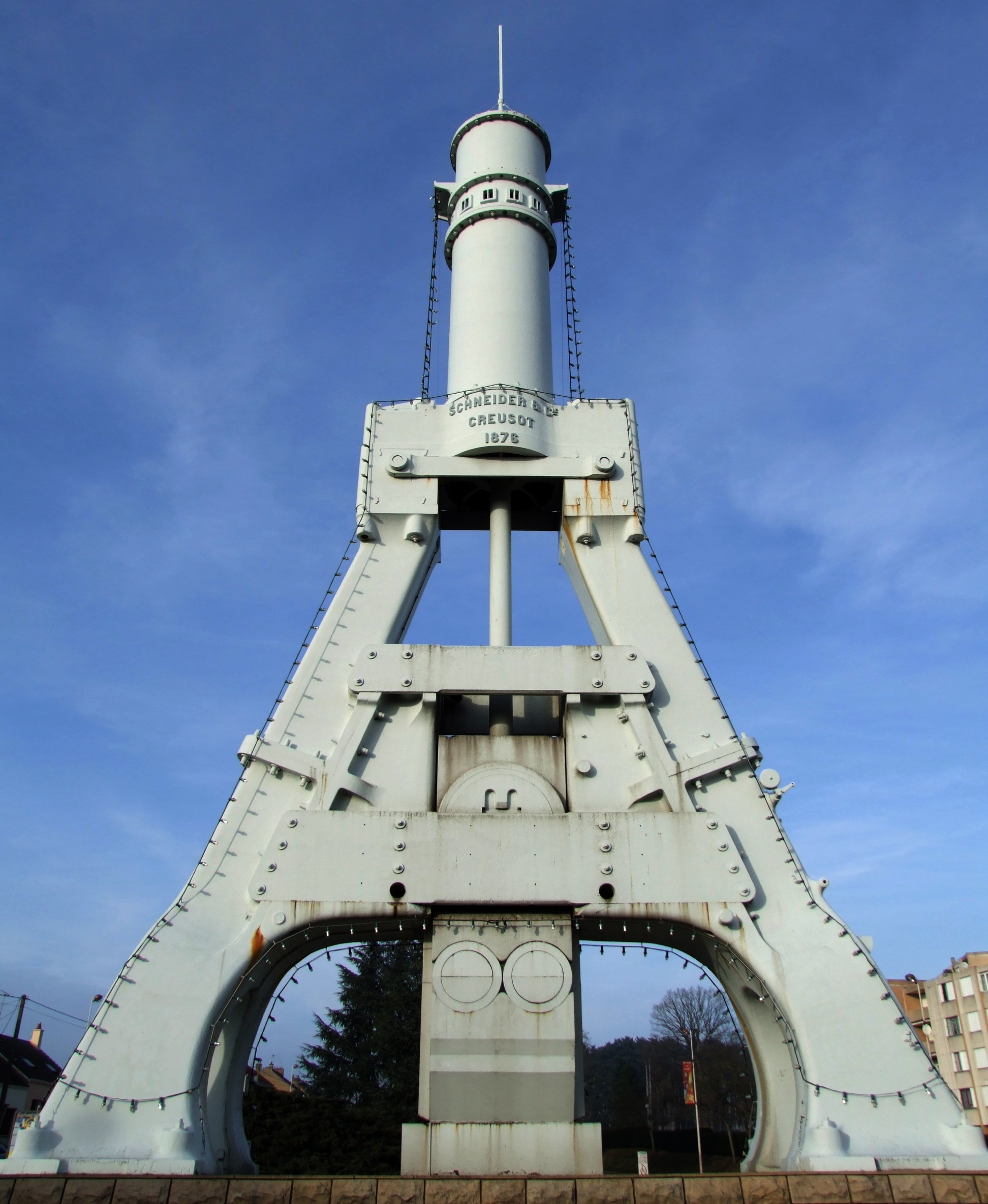
Le marteau-pilon du Creusot est doté d'un marteau de 100 tonnes, construit en 1875 et mis en service en 1877 par Schneider et Cie. Il a été le plus puissant du monde jusqu'en 1891.

Le département a connu un développement industriel exceptionnel au XIXe siècle avec, notamment, la société Schneider et Cie au Creusot et l'extraction minière dans la région de Montceau-les-Mines. Le nombre de salariés employé dans l'industrie a diminué de 14 200 entre 1989 et 2007, dont 12 500 dans le secteur de la fabrication de produits industriels. Les principales réductions ont concerné les entreprises DIM (textile), Kodak, Arcelor (métallurgie), Michelin (pneumatique) les mines…
L'industrie est encore concentrée dans le Chalonnais et le bassin minier de Blanzy, avec la présence de grandes entreprises qui subsistent telles Alstom au Creusot, Areva à Montchanin, Arcelor Mittal et Michelin à Montceau-les-Mines ou encore Massilly France, l'un des leaders mondiaux de l'emballage métallique dont le siège est installé à Massilly. Tournus compte quelques entreprises comme le Groupe SEB, l'usine de fabrication des poêles Tefal, l'usine Tournus équipement... cohérentes dans le secteur de la cuisine.
Le secteur de l’industrie comprend, au 31 décembre 2014, 3 220 établissements dont 1 682 n’emploient aucun salarié ; les autres en emploient, au total, 35 428, dont 1 012 ont de 1 à 9 salariés, 242 de 10 à 19 salariés, 166 de 20 à 49 salariés et 118 ont 50 salariés ou plus.
Le secteur de la construction comprend lui, au 31 décembre 2014, 4 599 établissements, dont 2 863 n’ont aucun salarié. Les autres en emploient 10 987 (1 477 entre 1 et 9 salariés, 151 entre 10 et 19 salariés, 88 entre 20 et 49 salariés et 20 ont 50 salariés ou plus).

#### Tertiaire
De 1990 à 2008, le secteur tertiaire s'est fortement développé. Il gagne 31 300 emplois (+ 25 %) dont plus de 19 000 dans le secteur marchand. Les augmentations les plus fortes l'ont été dans les services aux entreprises et dans les services aux ménages, ainsi que dans le commerce et dans les secteurs non marchands du social et médico-social et de l'administration publique.
Le secteur du commerce, des transports et des services divers comprend, au 31 décembre 2014, 28 940 établissements dont 20 057 n’emploient pas de salariés. Les autres en emploient 62 920 : 7 651 ont entre 1 et 9 salariés, 702 entre 10 et 19 salariés, 363 entre 20 et 49 salariés et 167 ont 50 salariés ou plus.
Le secteur de l’administration publique, de l’enseignement, de la santé et de l’action sociale comprend, au 31 décembre 2014, 6 842 établissements dont 4 091 n’emploient pas de salariés. Les autres en emploient 57 025 : 1 822 ont entre 1 et 9 salariés, 361 entre 10 et 19 salariés, 311 entre 20 et 49 salariés et 257 ont 50 salariés ou plus.

#### Emploi
Le taux de chômage du département se situe d'après l'Insee à 9,9 % de la population active au 2e trimestre 2013 (10,5 % en France métropolitaine). Ce taux était de 9,4 % au 2e trimestre 2012 puis était passé à 9,8 % au 1er trimestre 2013.

### Diversités départementales
L’axe dynamique est celui de Mâcon-Chalon. Il polarise les flux d’actifs sur la vallée de la Saône qui forme un couloir nord-sud avec deux zones, celle de Mâcon et celle de Chalon-sur-Saône. La part des jeunes y est plus importante que dans le reste du département. En 40 ans, le nombre d’emplois a progressé dans les parties mâconnaises et chalonnaises, et a diminué en Saône-et-Loire.

## Démographie
Les habitants de Saône-et-Loire sont les Saône-et-Loiriens,,,. Lors de sa création la population du département s'élève, en 1790, à 437 700. La population est en progression avec 498 057 habitants en 1821. En 1851 elle est de 574 750 et elle atteint son maximum en 1886 avec 625 885 habitants.

En 2022, le département comptait 549 136 habitants, en évolution de −1,06 % par rapport à 2016 (France hors Mayotte : +2,11 %).
| 1791 | 1801    | 1806    | 1821    | 1826    | 1831    | 1836    | 1841    | 1846    |
| ---- | ------- | ------- | ------- | ------- | ------- | ------- | ------- | ------- |
| -    | 452 673 | 471 236 | 498 057 | 515 776 | 524 180 | 538 507 | 551 543 | 565 019 |

| 1851    | 1856    | 1861    | 1866    | 1872    | 1876    | 1881    | 1886    | 1891    |
| ------- | ------- | ------- | ------- | ------- | ------- | ------- | ------- | ------- |
| 574 720 | 575 018 | 582 137 | 600 006 | 598 344 | 614 309 | 625 589 | 625 885 | 619 523 |

| 1896    | 1901    | 1906    | 1911    | 1921    | 1926    | 1931    | 1936    | 1946    |
| ------- | ------- | ------- | ------- | ------- | ------- | ------- | ------- | ------- |
| 621 237 | 620 360 | 613 377 | 604 446 | 554 816 | 549 240 | 538 741 | 525 676 | 506 749 |

| 1954    | 1962    | 1968    | 1975    | 1982    | 1990    | 1999    | 2006    | 2011    |
| ------- | ------- | ------- | ------- | ------- | ------- | ------- | ------- | ------- |
| 511 182 | 535 772 | 550 364 | 569 810 | 571 852 | 559 413 | 544 893 | 549 361 | 555 999 |

| 2016    | 2021    | 2022    | - | - | - | - | - | - |
| ------- | ------- | ------- | - | - | - | - | - | - |
| 555 023 | 549 288 | 549 136 | - | - | - | - | - | - |

La répartition de la population tend à se déséquilibrer entre est et ouest. En effet, si l'ouest du département tend à se dépeupler – notamment dans le bassin du Creusot-Montceau –, l'est, parfaitement desservi par les voies de communication modernes, tend à gagner des habitants : Bresse bourguignonne, Mâconnais et Chalonnais.
C'est actuellement la Bresse bourguignonne, sans grande ville notable, qui, par sa prospérité, gagne le plus d'habitants (ouverture de classes…). De même, Chalon-sur-Saône conserve son statut de ville la plus peuplée avec 45 504 habitants (Insee 2009) contre 46 017 habitants en 2008 et 50 110 habitants en 1999.
Mâcon, préfecture du département, tend à gagner des habitants, notamment dans son agglomération (aire urbaine de 104 000 habitants répartie dans l'Ain, le Rhône et en Saône-et-Loire). La proximité de Lyon a favorisé l'emploi et l'installation de nombreux Lyonnais ainsi que les investissements.

### Communes les plus peuplées
| Nom                | Code Insee | Intercommunalité                      | Superficie (km2) | Population (dernière pop. légale) | Densité (hab./km2) | Modifier                                    |
| ------------------ | ---------- | ------------------------------------- | ---------------- | --------------------------------- | ------------------ | ------------------------------------------- |
| Chalon-sur-Saône   | 71076      | CA Le Grand Chalon                    | 15,22            | 44 592 (2022)                     | 2 930              | modifier les données · modifier les données |
| Mâcon              | 71270      | CA Mâconnais Beaujolais Agglomération | 27,04            | 34 759 (2022)                     | 1 285              | modifier les données · modifier les données |
| Le Creusot         | 71153      | CU Creusot Montceau                   | 18,11            | 20 536 (2022)                     | 1 134              | modifier les données · modifier les données |
| Montceau-les-Mines | 71306      | CU Creusot Montceau                   | 16,62            | 16 946 (2022)                     | 1 020              | modifier les données · modifier les données |
| Autun              | 71014      | CC du Grand Autunois Morvan           | 61,52            | 13 144 (2022)                     | 214                | modifier les données · modifier les données |
| Paray-le-Monial    | 71342      | CC Le Grand Charolais                 | 25,20            | 9 256 (2022)                      | 367                | modifier les données · modifier les données |
| Saint-Vallier      | 71486      | CU Creusot Montceau                   | 24,21            | 8 508 (2022)                      | 351                | modifier les données · modifier les données |
| Charnay-lès-Mâcon  | 71105      | CA Mâconnais Beaujolais Agglomération | 12,56            | 8 154 (2022)                      | 649                | modifier les données · modifier les données |
| Digoin             | 71176      | CC Le Grand Charolais                 | 34,72            | 7 380 (2022)                      | 213                | modifier les données · modifier les données |
| Gueugnon           | 71230      | CC entre Arroux, Loire et Somme       | 28,51            | 6 547 (2022)                      | 230                | modifier les données · modifier les données |
| Louhans            | 71263      | CC Bresse Louhannaise Intercom'       | 22,58            | 6 483 (2022)                      | 287                | modifier les données · modifier les données |
| Saint-Rémy         | 71475      | CA Le Grand Chalon                    | 10,38            | 6 476 (2022)                      | 624                | modifier les données · modifier les données |
| Saint-Marcel       | 71445      | CA Le Grand Chalon                    | 10,17            | 6 211 (2022)                      | 611                | modifier les données · modifier les données |
| Châtenoy-le-Royal  | 71118      | CA Le Grand Chalon                    | 12,55            | 6 205 (2022)                      | 494                | modifier les données · modifier les données |
| Blanzy             | 71040      | CU Creusot Montceau                   | 39,95            | 5 983 (2022)                      | 150                | modifier les données · modifier les données |

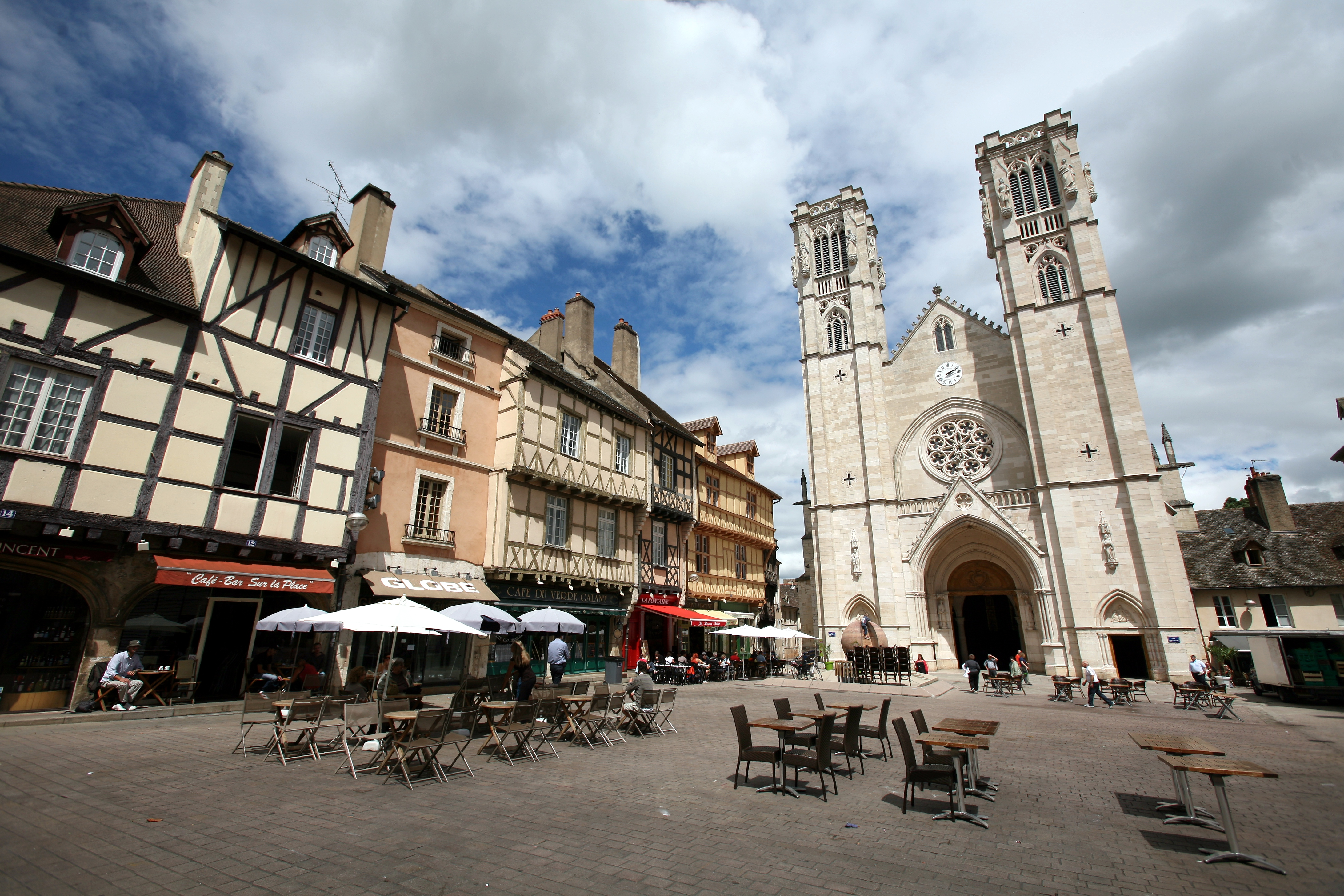
Place du marché à Chalon-sur-Saône.
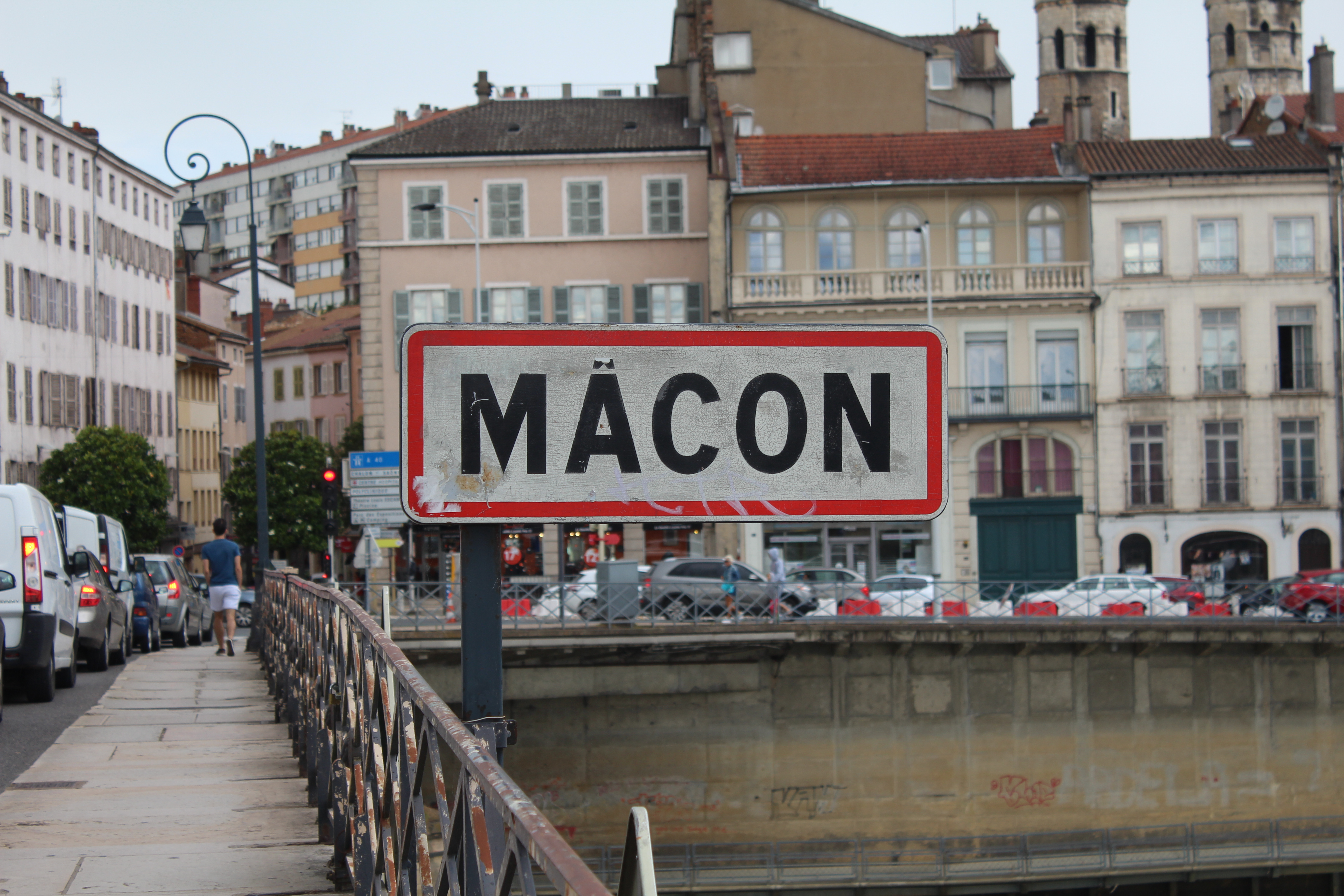
Pont Saint-Laurent à Mâcon.

## Logement
Le nombre de logements existants dans le département est, en 2014, de 305 579 ; 252 238 sont des résidences principales (82,5 %) ; 22 883 des résidences secondaires ou des logements occasionnels (7,5 %) ; 30 458 sont des logements vacants.
Le nombre de maisons est de 211 484 et celui des appartements de 91 437.
Près du quart des résidences principales (60 852 soit 24,5%) datent d’avant 1919 ; 10 % ont été construites entre 1919 et 1945 ; 19,4 % entre 1946 et 1970 ; 27,3 % entre 1971 et 1990, 18,8 % sont construites postérieurement à 1990.
Les occupants des résidences principales y habitent depuis moins de deux ans pour 10,8 % ; entre 2 et 5 ans : 17,5 % ; de 5 à 9 ans pour 16,7 % et 55 % depuis 10 ans et plus.
En 2017, 31 829 logements étaient vacants selon l'INSEE soit 10.25% de l'ensemble des logements.

## Environnement

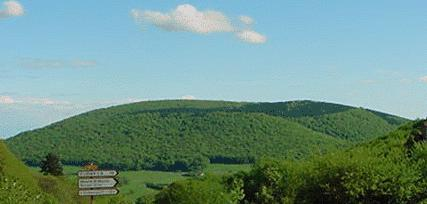
Vue du mont Beuvray au cœur du Morvan.

La Saône-et-Loire compte 25 sites classés Natura 2000 :
Elle compte également deux sites labellisés Grands sites de France : 
- Bibracte Mont Beuvray (depuis 2007),
- Solutré-Pouilly Vergisson (depuis 2013).

## Indicateurs de développement durable
L'INSEE calcule des indices de développement durable, pour le département de Saône-et-Loire :
- Espérance de vie des hommes à la naissance : 78,7 ans (2014)
- Espérance de vie des femmes à la naissance : 85,5 ans (2014)

Taux de pauvreté : 12,9 % (2012)
Taux d'emploi (rapport du nombre de personnes ayant un emploi au nombre total de personnes âgées de 15 à 64 ans) : 64,3 % (2012)
Déplacements (2012) :
- en voiture : 80,9 %
- en transport en commun : 3 %
- autrement : 16,1 %

Poids de l'économie sociale dans les emplois salariés du tertiaire: 10,1 % (2013)
Part de l'agriculture biologique dans la surface agricole totale : 1,5 % (2013)

## Tourisme

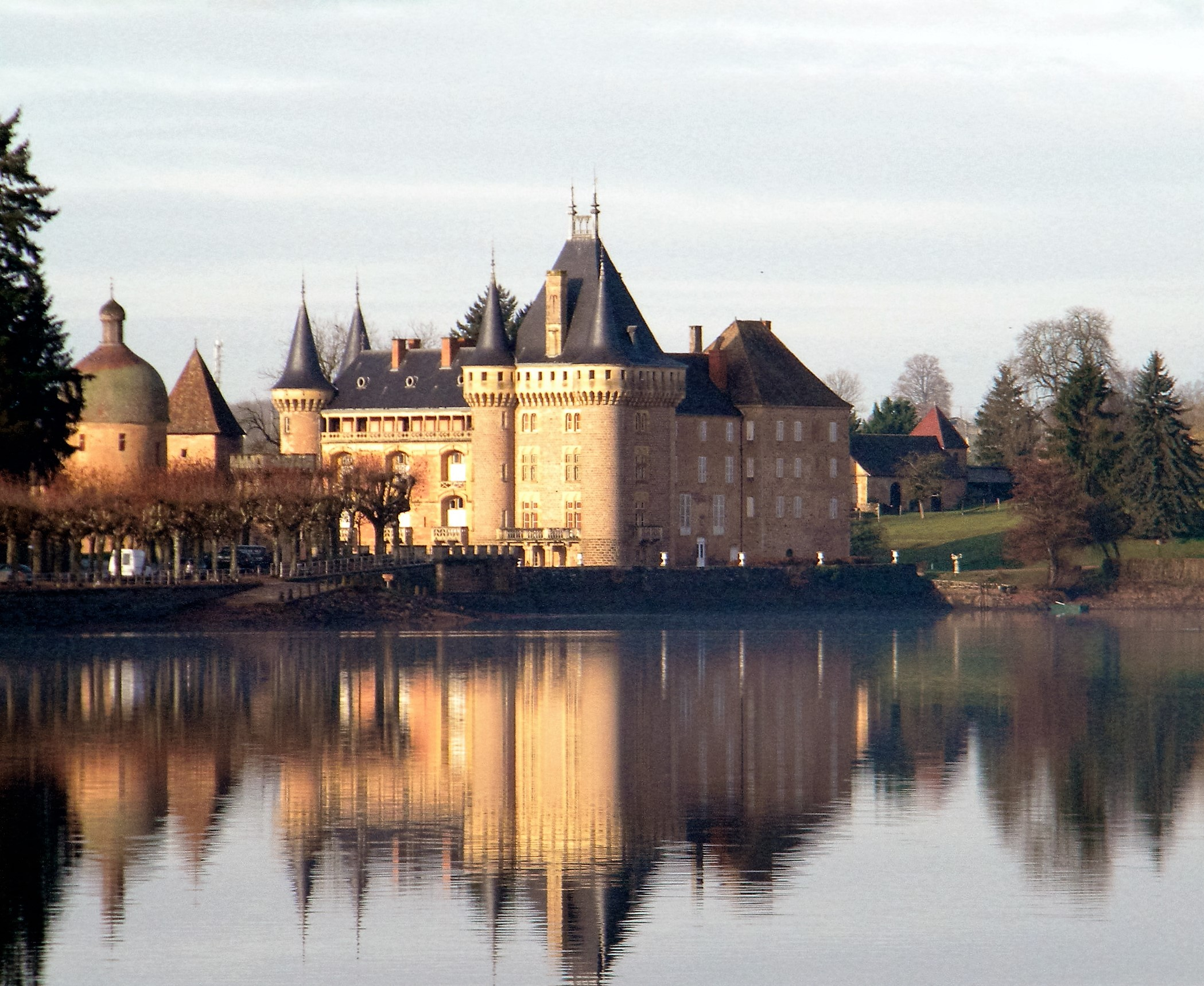
Château de La Clayette en Pays Charolais-Brionnais.

Le département fonde son activité touristique sur ses paysages variés, (plaine de la Bresse, collines du Mâconnais et du Charolais, monts du Morvan, arboretum Domanial de Pézanin et roche de Solutré, célèbre pour avoir été un « lieu de pèlerinage » du président François Mitterrand, sa gastronomie réputée (vins de Bourgogne, bœuf charolais, poulet de Bresse, etc.) et son riche patrimoine (Bibracte, Autun, Cluny, Paray-le-Monial, Brionnais, etc.).
Le tourisme en Saône-et-Loire a longtemps été porté par un organisme dédié, ayant pour nom Saône-et-Loire Tourisme, installé à Mâcon et fondé par René Chasles, structure devenue au début des années 1990 Saône-et-Loire Promotion (par fusion de Saône-et-Loire Tourisme, du comité départemental d'expansion, de Promagri et du comité de fleurissement) chargée de coordonner toutes les actions destinées à promouvoir le département, tant en France qu'à l'étranger[réf. nécessaire]. Une marque « Saône-et-Loire » créée en 2013 visait à rassembler tous les acteurs économiques et culturels saône-et-loiriens afin de renforcer l'attractivité de ce territoire. Elle a été abandonnée en 2015.
En mars 2021, la dénomination « Route71-Bourgogne du Sud » est créée afin d'apporter une nouvelle identité visuelle au département. Une campagne de promotion touristique est lancée pour l'occasion sur les chaînes TV nationales. En avril 2021, des panneaux  publicitaires grand format sont exposés dans les travées du métro parisien, mettant en scène des sites emblématiques du département (la roche de Solutré, le château de La Clayette, les vignes de la Côte Chalonnaise, les rives de la Seille, etc.).
En 2022 l'offre d'hébergement du département est de 157 300 lits touristiques et de 23 109 résidences secondaires. Les lits touristiques se répartissent en : 32,8 % pour les 63 campings, 22,6 % pour les 175 hôtels, 22,2 % pour les 1652 meublés de tourisme, 8,2 % pour les 1268 chambres d'hôtes, et 14,2 % pour les autres formes d'hébergement (collectifs, hébergements de randonnées et autres).

## Loisirs et sports

### Culture
Chalon dans la rue, festival transnational des artistes de rue a lieu tous les ans dans la deuxième quinzaine de juillet à Chalon-sur-Saône depuis 1987. Il s'agit d'un des plus importants festivals de théâtre de rue en France.
Le Festival Musique en Brionnais propose chaque année durant la première semaine d'août des concerts et des conférences destinées à promouvoir la musique de chambre et le patrimoine culturel et naturel du Charolais-Brionnais.
Au Creusot se déroule chaque année le festival des Beaux Bagages.
Il existait également un festival du blues au Creusot, le festival Jazz Campus en Clunisois dans la région clunisoise, le festival Saint Rock à La Clayette.
Le plus important des conservatoires de Bourgogne-Franche-Comté se trouve à Chalon-sur-Saône, il compte 2 000 élèves qui suivent un enseignement en danse, musique et théâtre avec des spécialités peu répandues comme, entre autres, le hip hop ou une classe d'ingénieurs du son. Il organise également une saison artistique de 50 spectacles annuels, la Saison de l'Auditorium.

### Sports
- Basket : Élan Sportif Chalonnais en Betclic élite. ES Prissé-Mâcon en Nationale 2. Charnay Basket Bourgogne Sud en Ligue féminine 1.
- Football : FC Montceau Bourgogne, FC Gueugnon et Louhans-Cuiseaux Football Cluben National 2.
- Rugby : AS Mâcon en Fédérale 1. Le Club olympique Creusot Bourgogne en Fédérale 2.
- Handball : HBC Chalon-sur-Saône en Nationale 2 (4e échelon national).
- Volley-Ball : VB Sennecey-le-Grand et VB Mâcon en Nationale 2 (3e échelon national). Volley-Ball Chalon-sur-Saône en Nationale 3.

## Administration

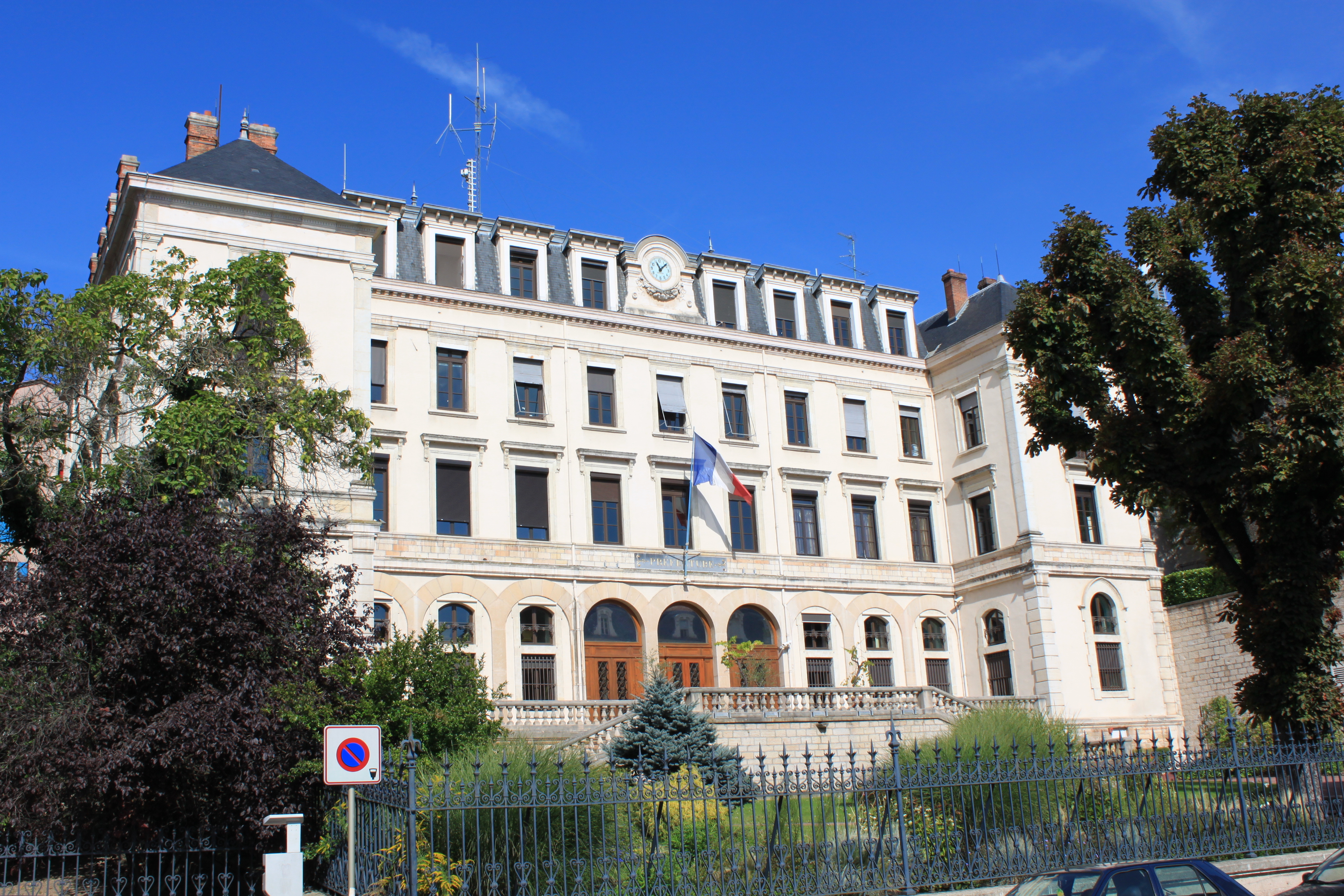
Préfecture à Mâcon.

- Liste des préfets de Saône-et-Loire
- Communes de Saône-et-Loire
- Anciennes communes de Saône-et-Loire
- Intercommunalités de Saône-et-Loire

### Politique
- Liste des députés de Saône-et-Loire
- Liste des sénateurs de Saône-et-Loire
- Liste des conseillers généraux de Saône-et-Loire

### Jumelage
Le département est jumelé avec la préfecture japonaise de Yamanashi.

### Proposition de blason
- Armorial des communes de Saône-et-Loire

- Blason de la Saône-et-Loire : d’or aux deux pals ondés d’azur, au chef parti : au premier d’azur semé de fleurs de lys d’or et à la bordure componée d’argent et de gueules, au second bandé d’or et d’azur de six pièces et à la bordure de gueules. Ce blason a été dessiné par Robert Louis[47], mais n'a jamais été utilisé par le département.

### «Bourgogne-du-sud»
En 2003, le président du Conseil général a proposé de renommer le département « Bourgogne-du-sud ». Les arguments avancés étaient le manque de notoriété du nom Saône-et-Loire, la confusion induite avec les Châteaux de la Loire, opposés à la notoriété internationale de la Bourgogne et le caractère accrocheur de sud, évoquant l'influence méditerranéenne qui remonte jusqu'au département.
La procédure n'a pas abouti. L'expression « Bourgogne-du-sud » reste cependant utilisée dans le domaine touristique. Ce terme suit donc la même voie que celui de « Septimanie » proposé pour renommer la région Languedoc-Roussillon.

## Spiritualité
La Saône-et-Loire se caractérise par un ensemble de contextes ayant favorisé, au gré des siècles, l'installation de petits groupes religieux qui ont ensuite essaimé et développé leur influence. Parmi eux figure l'abbaye de Cluny, qui avait été précédée par l'abbaye Saint-Philibert de Tournus (fondée en 875). Quantité de monastères et abbayes prirent par la suite le relai, parmi lesquelles l'abbaye de La Ferté, « première fille de Citeaux » (1113). Le territoire de l'actuelle Saône-et-Loire est attaché à la figure de Marguerite-Marie Alacoque, à laquelle on doit Paray-le-Monial, le lieu le plus visité du département. Il y eut également des fondations, parmi lesquelles celle des Sœurs de Saint-Joseph de Cluny, congrégation fondée par Anne-Marie Javouhey, ou la communauté œcuménique de Taizé, fondée par frère Roger, qui met chaque année en marche une jeunesse venue de toutes parts. En Saône-et-Loire sont également implantés la religion orthodoxe (Uchon) et le bouddhisme (temple des Mille Bouddhas de La Boulaye).

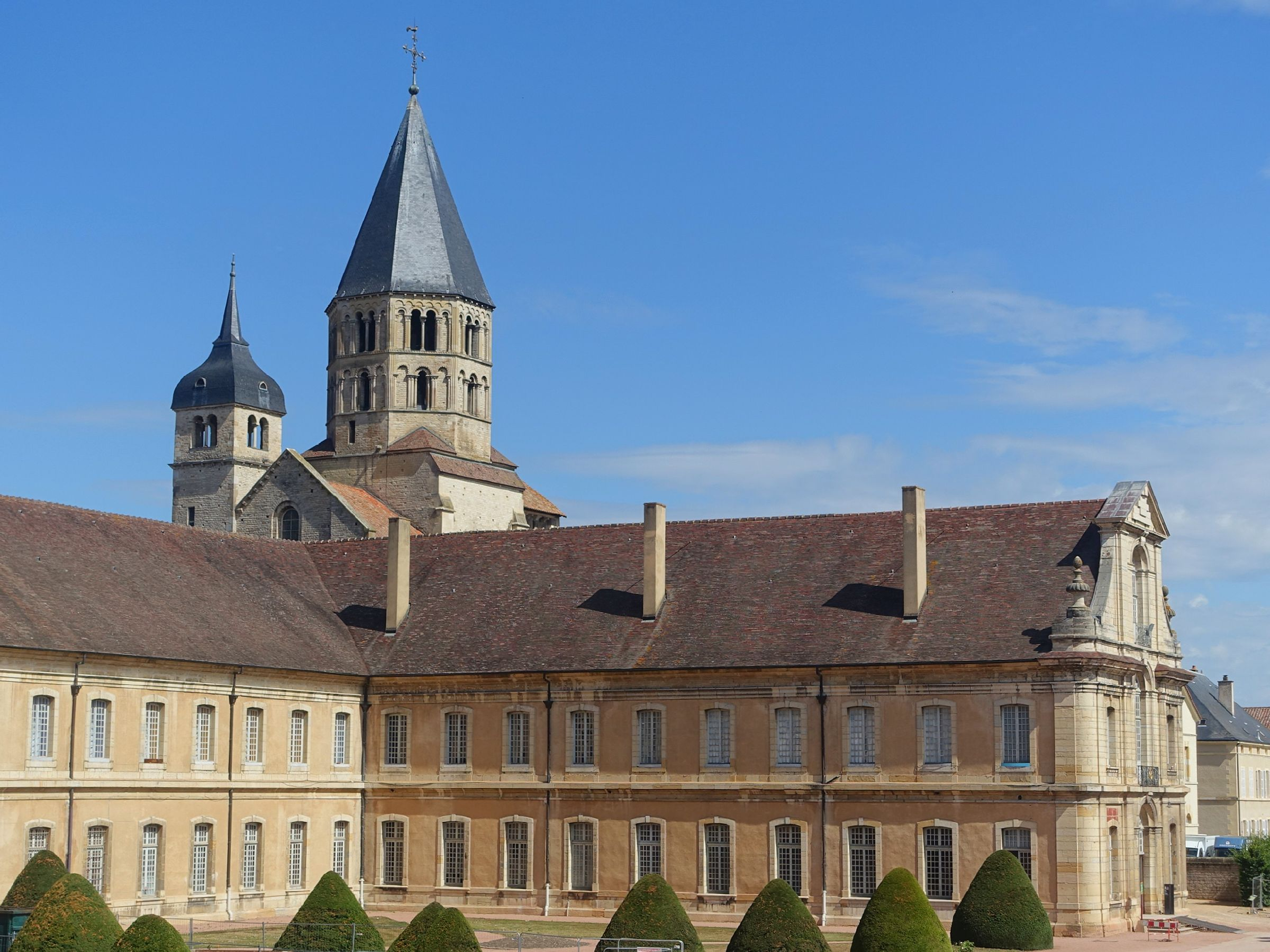
Abbaye de Cluny.
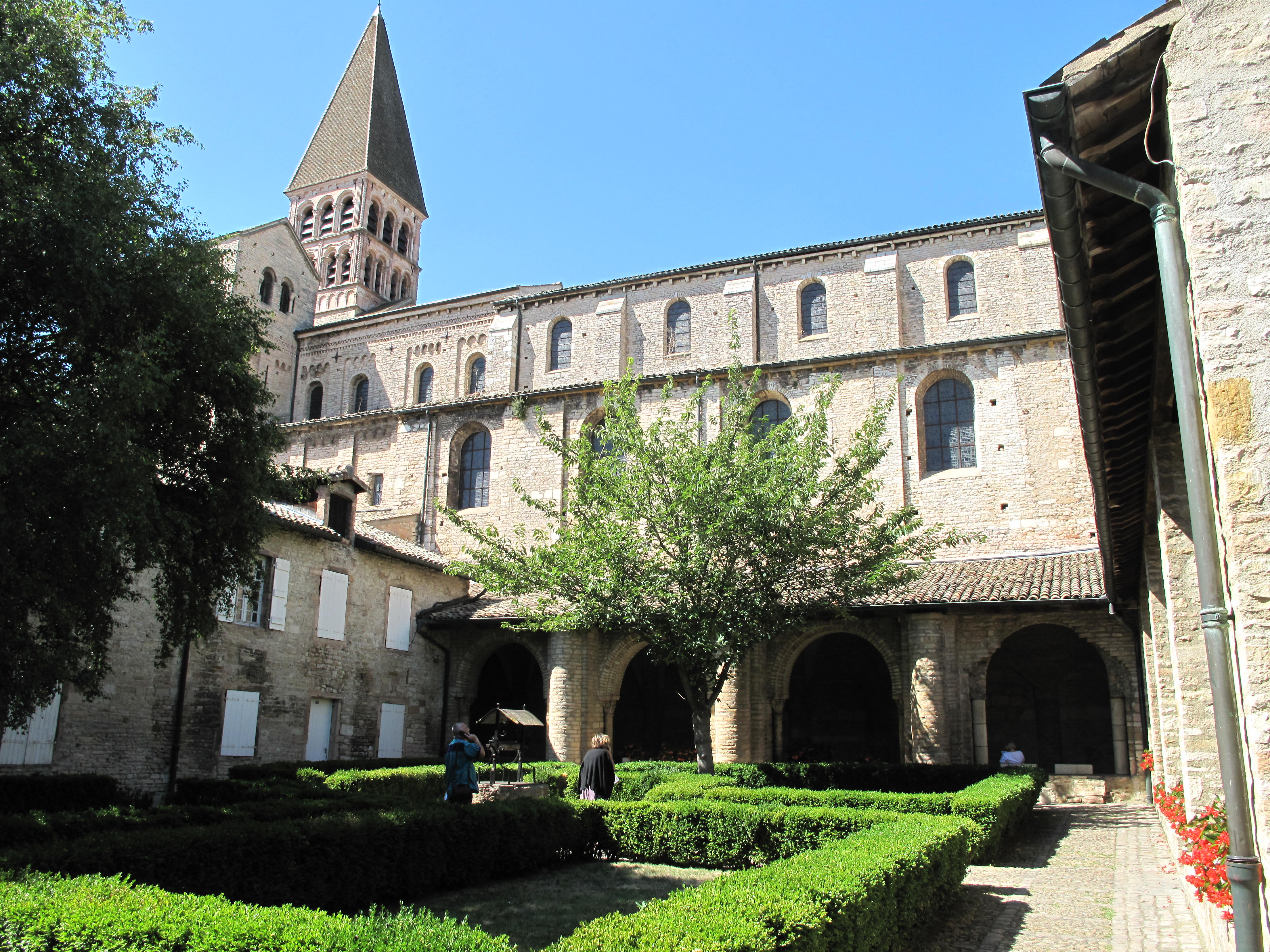
Abbaye Saint-Philibert de Tournus.
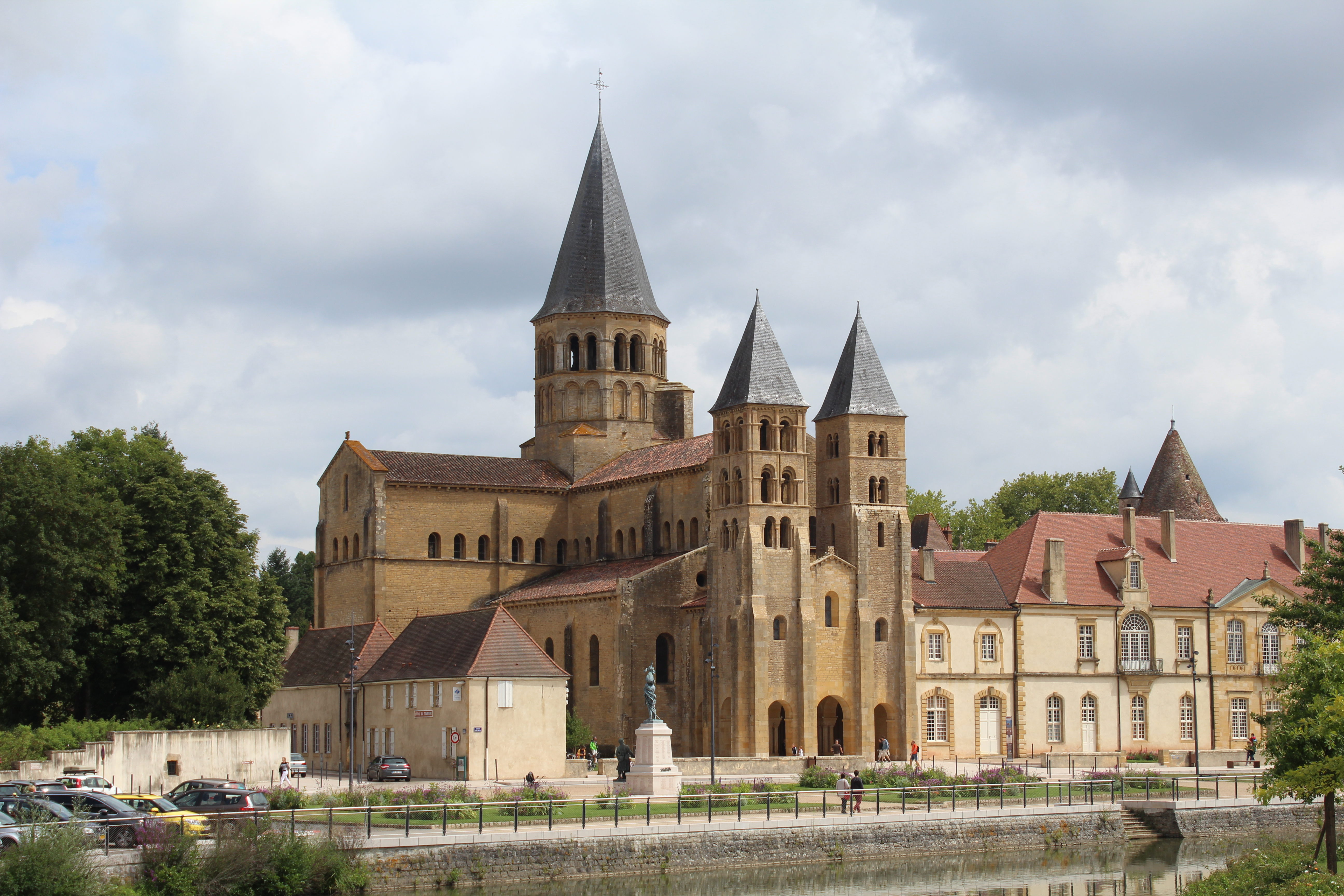
Sacré-Cœur de Paray-le-Monial.
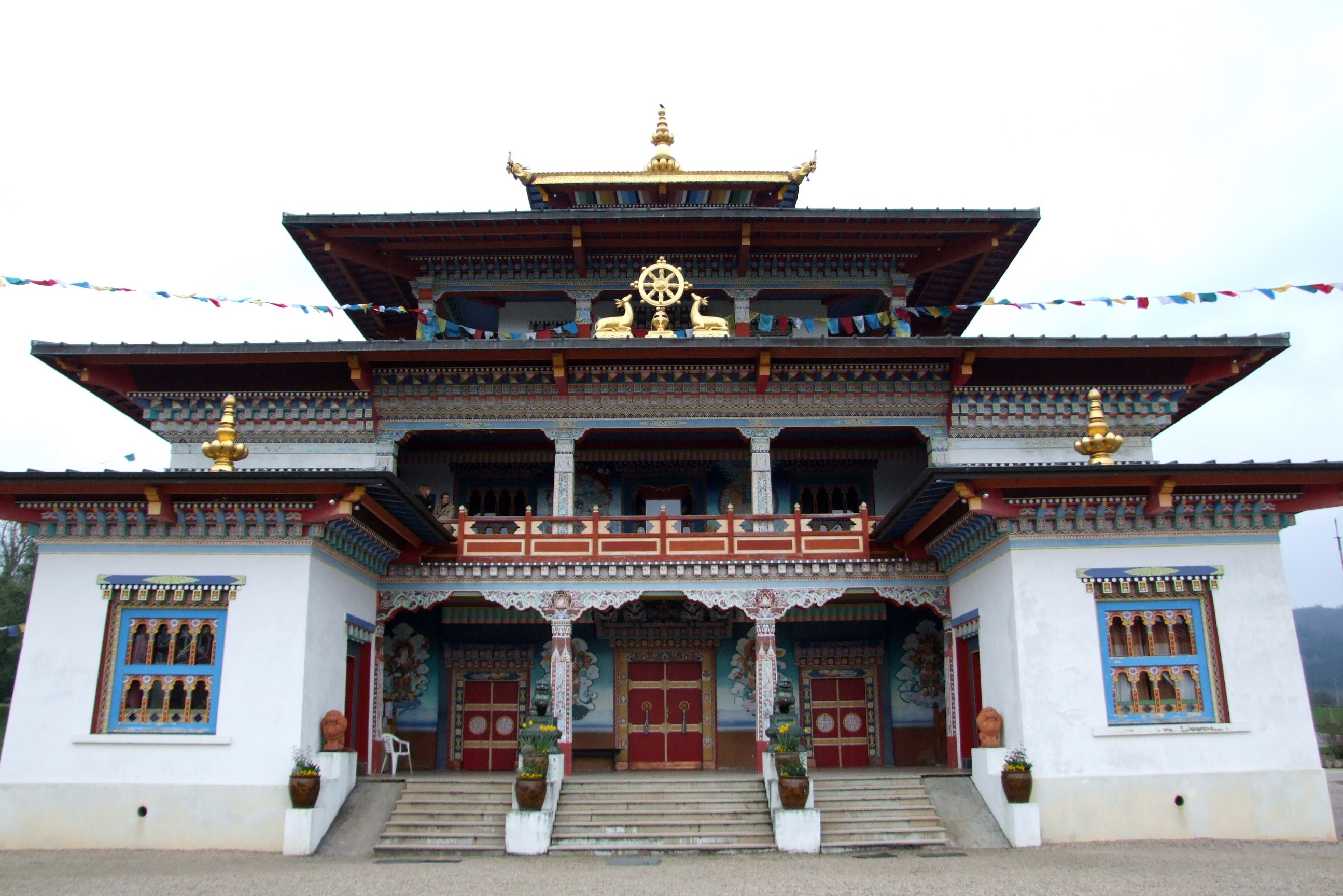
Temple de Paldenshangpa à La Boulaye, connu sous le nom de « temple des mille bouddhas ».

## Personnages célèbres

### Avant 1800
- Pontus de Tyard (1521-1605) : poète de la Pléiade
- Marguerite-Marie Alacoque (1647-1690) : sainte née à Vérosvres
- Charlotte Anne de Chanlecy : épouse du mousquetaire D'Artagnan, née en 1624 à Sainte Croix en Bresse.
- Jean-Baptiste Greuze (1725-1805) : peintre né à Tournus
- Émiland Gauthey (1732-1806) : ingénieur civil et architecte né à Chalon-sur-Saône

### 1800-1900
- Eugéne et Alphonse Schneider.
- Benjamin Baillaud : astronome fondateur de l'observatoire du Pic du Midi, né en 1848 à Chalon-sur-Saône.
- Patrice de Mac Mahon (1808-1893) : maréchal, président de la République, né au château de Sully
- Alphonse de Lamartine (1790-1869) : poète et écrivain né à Mâcon
- Pierre Prudon, dit Pierre-Paul Prud'hon : né le 4 avril 1758 à Cluny, et mort à Paris le 16 février 1823, peintre et dessinateur préromantique français.
- Nicéphore Niepce (1765-1833) : inventeur de la photographie, né à Saint-Loup-de-Varennes.
- Jean-Pierre Gayet (1760-1825) : homme politique né à Charolles
- Étienne Maynaud Bizefranc de Lavaux (1751-1828) : homme politique né à Digoin, mort à Cormatin.
- Nicolas Anne Théodule Changarnier (1793-1877) : général et homme politique français né à Autun.

### 1900-1950
- Joseph Archer né à Charolles en 1883 : ingénieur et homme politique. Concepteur d'une monnaie européenne Europa (monnaie).
- Ginette Baudin : actrice née en 1921 à Montceau-les-Mines, morte en 1971 à Paris. Épouse de l'acteur Andrex.
- Gaby Basset (1902-2001) : actrice, épouse de Jean Gabin, née à Varennes-Saint-Sauveur.
- Jean Bouveri (1865-1927) : maire de Montceau-les-Mines de 1900 à 1927, député et sénateur de Saône-et-Loire, 1er maire issu d'une liste socialiste en France.
- François Maistre (1925-2016), acteur né à Demigny notamment connu pour son rôle de chef de la police du feuilleton Les Brigades du Tigre.
- Fernand Point (1897-1955) : chef cuisinier, 1er chef trois étoiles au Michelin, né à Louhans.
- Marie Guillot (1880-1934) : institutrice syndicaliste, et féministe, née à Damerey.
- Pierre Semard (1887-1942) : syndicaliste, secrétaire général du PCF de 1924 à 1929, né à Bragny-sur-Saône. Fusillé par les Allemands, il repose au cimetière du Père Lachaise à Paris.
- Louis Thibaudet (1901-1980) : peintre né à Simandre, originaire de La Frette.
- Jacqueline Maillan (1923-1992) : actrice née à Paray-le-Monial.
- Jacques de Lacretelle (1888-1985) : écrivain, académicien né à Cormatin.
- Faustin Potain (1898-1968) : inventeur et industriel né à Vareilles. Il fonde la société Potain en 1928 à La Clayette.

### 1950-2000
- Waldeck Rochet (1905-1983) : homme politique, secrétaire général du Parti communiste français, né à Sainte-Croix.
- André Frénaud (1907-1993) : poète né à Montceau-les-Mines.
- André Jarrot (1909-2000) : compagnon de la Libération, député, ministre de la qualité de la vie en 1974, né à Lux.
- Rémy Boutavant (1911-1979) : instituteur, député PCF de 1946 à 1958, né à Saint-Vallier (S&L), mort au Creusot (S-&-L).
- Lucie Aubrac (1912-2007) : résistante née à Paris. (14e arrondissement) mais dont le père est originaire de Salornay-sur-Guye et la mère de La Chapelle-de-Guinchay.
- Lise London (1916-2012), née Ricol à Montceau-les-Mines, morte le 31/03/2012 à Paris : résistante. Son rôle dans le film L'Aveu est tenu par Simone Signoret et Jean Ferrat l'évoque dans Le Bilan.
- François Mitterrand (1916-1996) : qui avait fait de la roche de Solutré un « lieu de pèlerinage ».
- Bernard Giroux : journaliste de TF1 né le 10/03/1950 à Montceau-les-Mines et mort accidentellement le 23/08/1987 en compagnie du pilote automobile Didier Pironi en disputant une course de bateaux off-shore. Il fut le compagnon de la chanteuse Jeane Manson. Vainqueur des Paris-Dakar 1981 avec René Metge et 1987 avec Ari Vatanen.
- Henry Boério : gymnaste montcellien né en 1952, médaille de bronze aux Jeux olympiques de Montréal en 1976 à la barre fixe, 6 fois champion de France de 1972 à 1977, médaille d'or du concours général des Jeux Méditerranéens 1975, médaille de bronze aux barres parallèles aux championnats d'Europe 1979.
- Josiane Bost (1956) : coureuse cycliste française championne du monde en 1977 née à Tournus.
- Richard Bonnot, né en 1957 à Montceau-les-Mines : chanteur, musicien, acteur membre du groupe Les Charlots.
- Christophe Alévêque (1963) : humoriste et chanteur originaire de Montceau-les-Mines
- André Billardon (1940-) : homme politique, ancien ministre, député, président du Conseil général de Saône-et-Loire et maire du Creusot.

### 2000-
- Gérard Collomb (1947-2023) : homme politique (PS), maire de Lyon depuis 2001.

- Bernard Thévenet (1947) : coureur cycliste, double vainqueur du Tour de France, né à Saint-Julien-de-Civry, notamment licencié au Moto Vélo Club Montceau.
- Alain Longet (1950) : artiste Meilleur ouvrier de France, président délégué grande région de la Société des Meilleurs Ouvriers de France à Paris, auteur et créateur de la « guitare d'or », trophée du Show-Biz remis à l'Olympia de Paris, a exposé au Grand Palais et au palais de l'Élysée.
- Jéromine Pasteur (1954), exploratrice, née à Montceau-les-Mines. Elle dirige l'émission Biotiful Planète sur les chaines Planète et France 5.
- Claudie Haigneré (1957) : médecin, chercheuse, spationaute, femme politique, ministre, née au Creusot.
- Robin Renucci (1956) : acteur né au Creusot.
- Dominique Rizet (1959-) : journaliste et présentateur, originaire d'Uxeau.
- Florent Pagny (1961) : chanteur né à Chalon-sur-Saône.
- Alain Robert alias Spiderman (1962) : grimpeur spécialiste de l'escalade urbaine né à Digoin.
- Arnaud Montebourg (1962) : homme politique, dirigeant du Parti socialiste, député et président du Conseil général du département, ministre du redressement productif en 2013.
- François Pérol (1963) : ancien conseiller à l'Élysée (2005-2007), banquier (Président des Banques Populaires Caisses d'Épargne), né à Montceau-les-Mines.
- Fabienne Chaudat (1959-) : actrice française née et ayant vécu à Pierre-de-Bresse. Aujourd’hui encore une partie de sa famille réside dans ce village.
- Rachida Dati (1965) : femme politique, ministre de la Justice, née à Saint-Rémy.
- Denis Brogniart (1967-) : originaire de Givry sur la côte chalonnaise. Sa grand-mère y vit encore. Célèbre présentateur de Koh lanta sur TF1 et du Mag de la coupe du monde 2014 entre autres.
- Guillaume Warmuz (1970-) : gardien de but professionnel.
- Arnaud Danjean (1971) : homme politique, député européen et conseiller régional de Bourgogne, né à Louhans.
- Christophe Chevaux (1975-) : originaire d'Autun, athlète vice-champion du monde et champion d'Europe.
- Benjamin Griveaux (1977-) : originaire de Saint-Rémy, homme politique.
- Romain Galland (Romano) (1979-) : né au Creusot, animateurs radio sur Skyrock dans la Radio Libre de Difool.
- Sonia Rolland (1981-) : Miss France 2000, originaire de Cluny.
- Clément Turpin (1982) : arbitre montcellien. Arbitre international FIFA, le plus jeune français à exercer cette fonction. Il est licencié au FC Montceau Bourgogne. Il arbitre régulièrement en Ligue 1, Ligue des Champions, Ligue Europa, éliminatoires Euro.
- Marie-Alice Yahé (1984-), originaire de Montceau-les-Mines : capitaine du XV de France de rugby, compagne du joueur international du stade toulousain Lionel Beauxis.
- Antoine Griezmann (1991-) : originaire de Mâcon, footballeur français.
- Marine Lorphelin (1993-) : Miss France 2013 originaire de Charnay-lès-Mâcon.